# Mosaïques de Délos
Les mosaïques de Délos sont un ensemble important de l'art de la mosaïque grecque antique. La plupart des mosaïques survivantes de Délos, île grecque des Cyclades, datent de la dernière moitié du IIe siècle et du début du Ier siècle av. J.-C., au cours de la époque hellénistique et au début de la période romaine de la Grèce. Les mosaïques hellénistiques ont cessé d'être produites après environ 69 av. J.-C., en raison de la guerre avec le royaume du Pont et le brusque déclin consécutif de la population de l'île et de sa position en tant que centre commercial important. Parmi les sites archéologiques de la Grèce hellénistique, Délos rassemble l'une des plus fortes concentrations d'œuvres d'art en mosaïque. Environ la moitié de toutes les mosaïques grecques tesselées survivantes de la période hellénistique proviennent de Délos.
Les allées pavées de Délos vont de simples constructions en galets ou gravier à des sols en mosaïque élaborés composés de tesselles. La plupart des motifs se composent des dessins géométriques simples, tandis que seul un petit nombre utilisent les techniques de l’opus tessellatum et de l’opus vermiculatum pour créer des scènes et des figures claires, naturelles et richement colorées. Des mosaïques ont été trouvées dans des lieux de culte, mais aussi dans les cours et péristyles de bâtiments publics et de maisons privées.
Bien qu'il existe des traces mineures d'influence punique (phénicienne et romano-italienne), les mosaïques déliennes se conforment généralement aux grandes tendances de l'art hellénistique. Les mêmes riches mécènes qui ont commandé des peintures et des sculptures à Délos ont peut-être également été impliqués dans l'embauche d'artistes mosaïstes de l'étranger. Les mosaïques de Délos partagent des caractéristiques avec celles d'autres parties du monde grec, comme les mosaïques macédoniennes de Pella. Elles partagent également certains caractères avec les traditions de la peinture grecque et utilisent souvent une technique de fond noir similaire à celle trouvée dans la poterie à figures rouges de la période classique. Certains des styles et techniques trouvés à Délos sont présents dans les mosaïques romaines, bien que des exemples romains contemporains, à Pompéi par exemple, révèlent des différences significatives entre les productions occidentales et orientales de mosaïques dans le monde méditerranéen.

## Chronologie
Les fouilles archéologiques de Délos par l'École française d'Athènes ont commencé en 1872, avec les premières descriptions des mosaïques publiées dans un rapport de l'archéologue français Jacques Albert Lebègue en 1876. Précisément, 354 mosaïques de Délos ont survécu et ont été étudiées par l'archéologue français Philippe Bruneau,,. La plupart datent de la période hellénistique tardive, contemporaine de la République romaine tardive (c'est-à-dire la dernière moitié du IIe siècle av. J.-C. et le début du Ier siècle av. J.-C.),,,,. Un très petit nombre d'entre elles ont été datées de la période classique, avec une mosaïque attribuée à l'époque impériale romaine. Bruneau pensait que des pièces nominalement non datées, sur la base de leurs styles, avaient été produites dans la même période, soit entre 133 et 88 av. J.-C.
En 167 ou 166 av. J.-C., après la victoire romaine dans la Troisième guerre de Macédoine, Rome cédait l'île de Délos aux Athéniens, qui ont expulsé la plupart des habitants. Après la destruction de Corinthe par les Romains en 146 av. J.-C., la prospérité commerciale, l'activité de construction et la population de Délos ont encore considérablement diminué après que l'île a été assaillie par les forces de Mithridate VI du Pont en 88 et 69 av. J.-C., pendant les guerres de Mithridate contre Rome. Malgré les invasions du Pont, l'île n'a été abandonnée que progressivement après que Rome eut obtenu un lien commercial plus direct avec l'Orient, qui a marginalisé Délos en tant que point central à mi-chemin dans le commerce menant vers l'Orient.

## Caractéristiques

### Composition
La composition des mosaïques et pavements de Délos comprend de simples constructions en galets, des pavements en brisures de marbre blanc, fragments de céramique et éléments de tesselles,,, qui se divisent en deux catégories : l’opus tessellatum plus simple, utilisant de grosses pièces de tesselles, en moyenne de 8 × 8 mm, et l’opus vermiculatum plus fin, utilisant des morceaux de tesselles inférieurs à 4 × 4 mm,,. De nombreuses mosaïques déliennes utilisent un mélange de ces matériaux, tandis que le pavage en fragments est le plus courant. Celui-ci, généralement réservé au rez-de-chaussée, a été trouvé dans 55 logements. La majorité des mosaïques de Délos sont constituées de morceaux de marbre brisés sertis dans des sols en ciment ; d'autres bases de plancher sont composées de dalles de pisé ou de gneiss. Les trottoirs des cuisines et des latrines étaient construits avec des fragments de poterie, de brique et de tuiles à des fins d'étanchéité. De fines bandes de plomb incrustées dans le ciment sont souvent utilisées pour distinguer les contours des mosaïques à motifs géométriques, mais sont absentes des mosaïques figuratives et tesselées plus complexes

### Disposition et emplacement

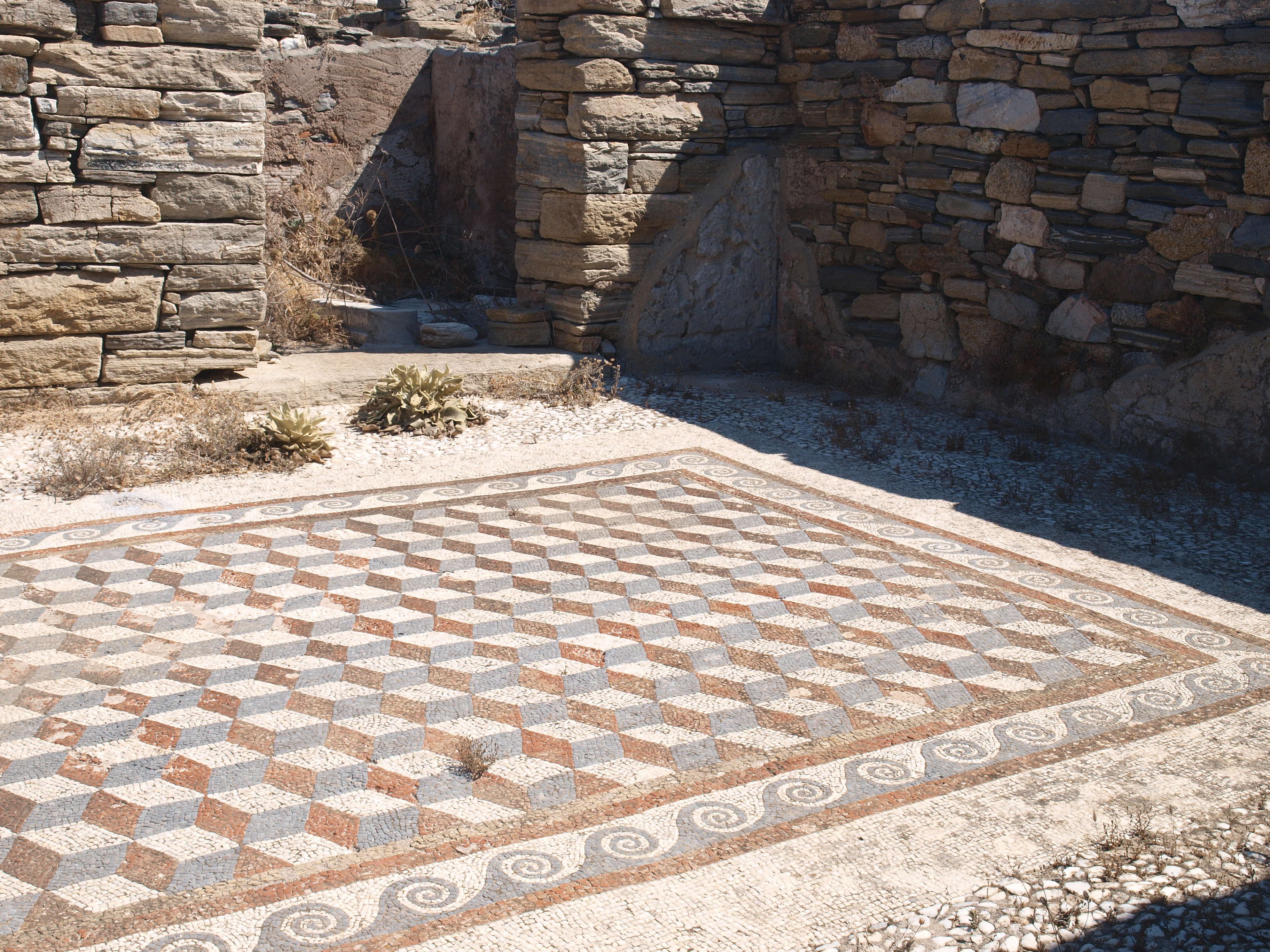
Sol de mosaïque dans une maison
délienne.

Certaines mosaïques proviennent de sanctuaires religieux et de bâtiments publics, mais la plupart d'entre elles ont été trouvées dans des bâtiments résidentiels et des maisons privées. La majorité de ces maisons ont un plan d'étage de forme irrégulière, tandis que le deuxième plus grand groupe s'organise autour d'une cour centrale à péristyle. Les mosaïques simples étaient généralement reléguées dans des allées normales, tandis que les pièces destinées à recevoir des invités présentaient des mosaïques plus richement décorées. Cependant, seules vingt-cinq maisons de Délos présentent des mosaïques à motifs en opus tessellatum et seulement huit maisons des scènes figuratives en opus vermiculatum,. La grande majorité des sols décorés ne présentent que des motifs géométriques simples. Il est également plus fréquent de trouver des mosaïques en opus vermiculatum et en opus tessellatum dans les pièces à l'étage qu'au rez-de-chaussée des maisons. À l'exception de la Maison de Dionysos et de la Maison des Dauphins, les cours des maisons à péristyle de Délos ne présentent que des motifs floraux et géométriques.

### Motifs décoratifs

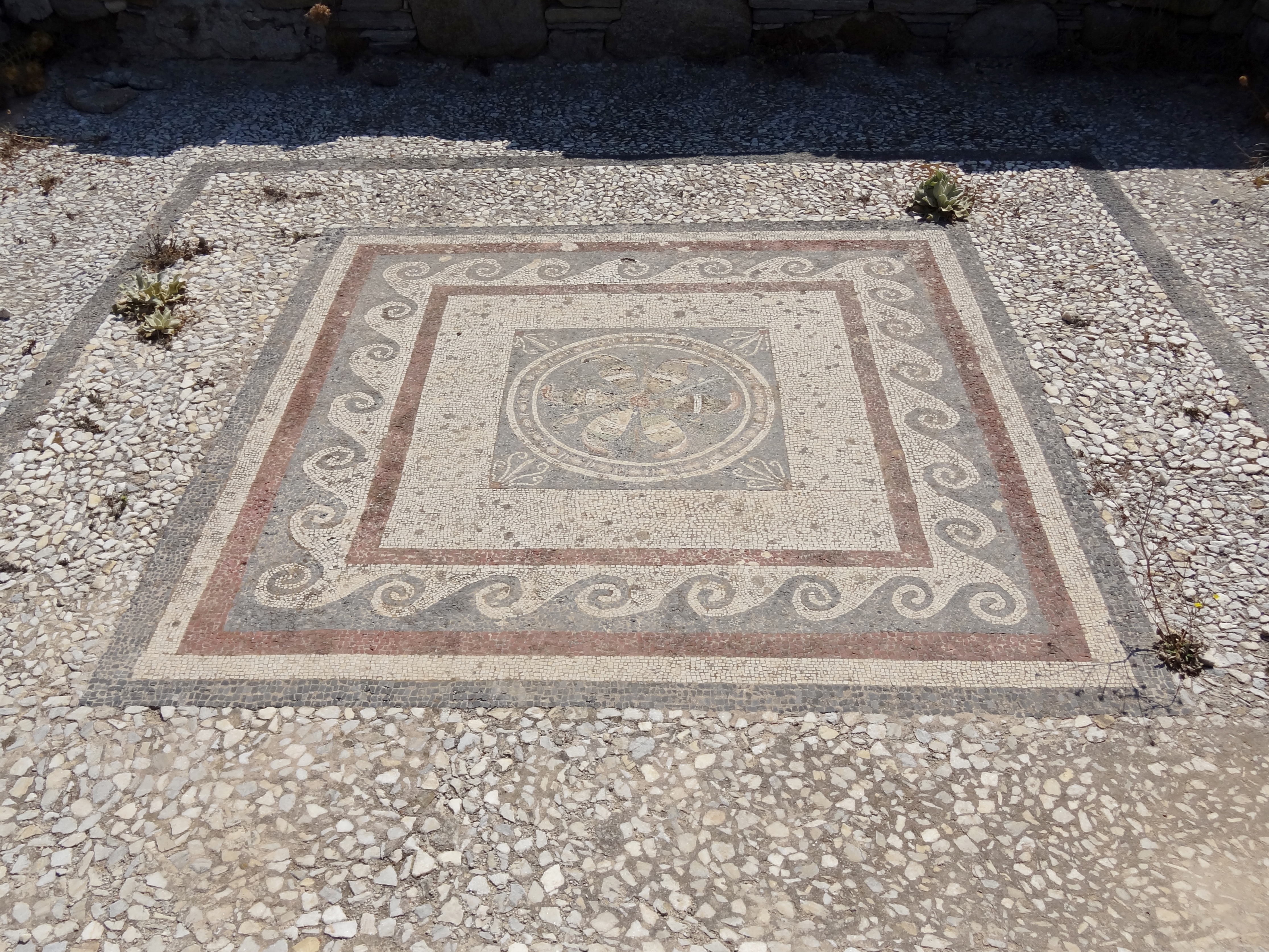
Une mosaïque de Délos portant une rosace centrale entourée d'une bordure avec un motif à une seule vague
.

Parmi les divers motifs décoratifs trouvés dans les mosaïques de Délos figure le losange tricolore qui crée une illusion tridimensionnelle de cubes en perspective pour le spectateur,. Ce motif apparaît en quinze endroits différents, ce qui en fait l'un des plus courants. D'autres motifs sont constitués de vagues et des triangles étagés, tandis que les thèmes principaux incluent des objets et des figures maritimes, théâtrales, naturelles ou mythologiques. Le motif à vague unique, courant dans l'art hellénistique, est le type prédominant dans la conception des bordures des mosaïques de Délos. Il se rencontre sur d'autres sites comme Arsameia (bien que disposés dans la direction opposée),. Le motif de la rosette, que l'on trouve dans les mosaïques de divers sites hellénistiques à travers la Méditerranée, est souvent associé à des bordures à une seule vague dans les mosaïques deliennes. Le motif de palmettes, typique de l’art hellénistique, est utilisé dans une mosaïque de Délos pour remplir les quatre coins autour d'un motif de rosace centrale. L'illusion du relief tridimensionnel dans les scènes figurées des mosaïques de Délos était généralement obtenue par l'utilisation de la polychromie, avec des teintes blanches, noires, jaunes, rouges, bleues et vertes.
Les origines de la composition, les techniques, la mise en page et le style des mosaïques de Délos se trouvent au Ve siècle dans les mosaïques de galets d’Olynthe, en Chalcidique, avec des mosaïques positionnées au centre de sols en ciment et utilisant guirlandes, méandres et ondulations autour d'un motif central ou d'une scène figurée. Ce schéma de conception est similaire à celui des mosaïques de Pella, en Macédoine, au IVe siècle av. J.-C. La transition des mosaïques de galets à des mosaïques tesselées plus complexes est peut-être originaire de la Sicile grecque hellénistique du IIe siècle av. J.-C., développé sur des sites comme Morgantina et Syracuse,. Tout comme à Olynthe, les mosaïques de Morgantina contiennent des motifs de guirlandes, de vagues et de méandres, bien que ceux-ci aient finalement été exécutés en perspective.

### Culture et origines ethniques
Mis à part le symbole de la déesse punique-phénicienne Tanit, tous les motifs de mosaïques de sol sont d'origine typiquement grecque hellénistique, bien que certains des mortiers utilisés avec des motifs de tesselles trahissent une certaine influence italienne. Les trois principaux groupes ethniques de Délos comprenaient les Grecs (en grande partie d'origine athénienne), les Syro-Phéniciens et les Italo-Romains, beaucoup de ces Italiens étant très probablement des Italiotes, Grecs natifs de la Magna Graecia, aujourd'hui le Sud de l'Italie. Les habitants de Délos d'origine grecque, italienne et syrienne avaient des mosaïques dans leurs habitations privées, mais selon Vincent J. Bruno, les conceptions de leurs œuvres en mosaïque étaient entièrement redevables aux traditions artistiques grecques.

## Signification

### Le corpus survivant de l'art de la mosaïque hellénistique
L'archéologue français François Chamoux considérait les mosaïques de Délos comme le summum de l'art de la mosaïque grecque antique utilisant des tesselles pour créer des scènes riches, détaillées et colorées. Ce style hellénistique de mosaïque s'est poursuivi jusqu'à la fin de l'Antiquité et a peut-être influencé l'utilisation généralisée des mosaïques dans le monde occidental au Moyen Âge. Dans son étude des foyers et des œuvres d'art des centres commerciaux méditerranéens, Birgit Tang a analysé trois sites archéologiques : Délos en mer Égée, Carthage dans l'actuelle Tunisie et Emporion (Empúries) en Catalogne, qui était autrefois une colonie grecque. Elle a choisi ces sites pour leur statut de grands centres commerciaux maritimes, mais aussi pour la relativement bonne conservation de leurs maisons urbaines.
Ruth Westgate écrit que Délos contient environ la moitié de toutes les mosaïques grecques tesselées survivantes de la période hellénistique. À son avis, les sites de Delos et de Morgantina et Solonte en Sicile contiennent la plus grande quantité survivante de mosaïques grecques hellénistiques. Hariclia Brecoulaki affirme que les mosaïques de Délos représentent la plus grande collection de mosaïques grecques. Elle déclare également que seule la capitale macédonienne de Pella se classe sur un pied d'égalité par ses maisons privées richement décorées de peintures murales élaborées, des mosaïques signées et des statues de marbre. Katherine MD Dunbabin écrit que même si de nombreuses mosaïques hellénistiques ont été trouvées en Grèce continentale, en Asie Mineure et en Afrique du Nord-Est (à Cyrène), ce n'est que sur le site de Délos qu’elles ont été produites en nombre suffisant pour permettre des conclusions générales sur leur utilisation et leur nature.

### Comparaison avec la Pompéi romaine
Dans son analyse comparative de l'art de la mosaïque dans le monde gréco-romain, Hetty Joyce a choisi les mosaïques de Délos et de Pompéi romaine comme échantillons représentatifs principaux pour déterminer les distinctions dans la forme, la fonction et les techniques de production des mosaïques dans l'Orient grec et l'Occident latin. Son raisonnement pour la sélection de ces deux sites sont leurs sols bien conservés, la datation sûre des échantillons à la fin du IIe siècle av. J.-C. et au début du Ier siècle av. J.-C. et la quantité de littérature académique dédiée à chaque site pour établir des comparaisons. Ruth Westgate, dans son enquête et son étude comparative des mosaïques grecques hellénistiques avec les mosaïques de Pompéi, conclut que les mosaïques romaines, datées du premier style pompéien de la peinture murale à la fin IIe siècle av. J.-C. et au début du Ier siècle av. J.-C. étaient dérivées de la tradition grecque. Cependant, elle souligne que les mosaïques pompéiennes se sont éloignées de leurs homologues grecques en présentant presque exclusivement des scènes figurées au lieu de motifs abstraits, au lieu du pavement uni très probablement mis en place par des artisans locaux et produisant séparément des panneaux figurés, ces derniers étant peut-être fabriqués par des artisans grecs pour leurs patrons romains.
En raison des similitudes entre les peintures murales hellénistiques de Délos et le premier style de Pompéi, Joyce soutient que les différences entre les mosaïques de Délos et de Pompéi sont le produit délibéré d'une préférence artistique plutôt que le résultat de l'ignorance des traditions de l'autre. Ces différences comprennent l'utilisation généralisée de l’opus signinum à Pompéi, avec seulement quatre exemples connus à Délos ; l'usage de l’opus sectile à Pompéi et son absence totale à Délos ; l'utilisation répandue de motifs polychromes et de motifs complexes en trois dimensions dans les mosaïques de Délos par rapport aux motifs bidimensionnels de Pompéi, qui utilisent au mieux deux couleurs. Les mosaïques complexes en trois dimensions utilisant des motifs polychromes pour obtenir l'illusion de lumière et d'ombre n'ont pas été produites à Pompéi avant le deuxième style de peinture murale pompéienne (80-20 av. J.-C.) et sont considérées comme une adoption des tendances de l'art hellénistique. Alors que des bandes de plomb sont présentes dans les mosaïques hellénistiques de Délos, Athènes et Pella (Grèce), Pergame (Turquie), Callatis (Roumanie), Alexandrie (Égypte) et de Chersonèse (la péninsule de Crimée), elles sont absentes dans les mosaïques méditerranéennes occidentales de Malte, de Sicile et de la péninsule italienne. Westgate affirme que les mosaïques hellénistiques peuvent être divisées en deux grandes catégories : orientales et occidentales, en fonction de leurs différents styles et techniques de production.

### Connexions à d'autres médiums de l'art grec ancien
La céramique à figures rouges n'était plus produite au moment où les mosaïques de Délos ont été réalisées. La technique de fond noir de la poterie à figures rouges était encore appréciée au IVe siècle av. J.-C. dans les mosaïques de galets macédoniennes de Pella et les mosaïques de Délos, comme le Triton à figure blanche en mosaïque à tesselles. La technique du fond noir a été reprise plus tard dans l'art du verre camée romain (comme le vase Portland, la Gemma Augustea, le Grand Camée de France, etc.).
Le motif de guirlande ondulante sur fond noir des peintures murales de Délos figurait auparavant dans des œuvres grecques allant des vases aux mosaïques macédoniennes de Pella du IVe siècle av. J.-C., en particulier la mosaïque de la chasse au cerf. Cependant, les peintres de Délos ont sans doute inventé leur propre genre décoratif par la combinaison de ces éléments plus anciens et d’une nouvelle coloration naturaliste. À part le fond noir, les mosaïques comme la mosaïque de la chasse au cerf ont été également inspirées par les qualités illusionnistes et tridimensionnelles des peintures grecques. À Délos, peintures et mosaïques héritent des mêmes normes grecques classiques d'artisanat, d'éclairage, d'ombrage et de coloration. Les sculpteurs, peintres et mosaïstes ont peut-être tous fait partie du même système de mécénat à Délos, ce qui dans certains cas aurait nécessité l'importation d'artistes étrangers.

## Maisons et quartiers de la ville

### Mosaïques du quartier nord
Maisons et quartiers de la ville
Mosaïques du quartier nord
Le quartier nord de Délos contient le quartier des joailliers, où ont été découvertes des structures assez anciennes, comme des ateliers et d'autres vestiges archéologiques du IIIe siècle av. J.-C. et du début du IIe siècle av. J.-C.. Dans la seconde moitié du IIe siècle av. J.-C., ces ateliers ont cédé la place à des maisons privées bâties de la façon la plus caractéristique des constructions déliennes : un plan d'étage étroit, rectangulaire avec une cour centrale, un vestibule de service sur le devant, et un plus grand, pièce principale à l'arrière. Le quartier de la Maison des Masques est le seul quartier de Délos à ne pas observer ce plan archétypal. Certaines maisons du quartier nord présentent des décorations en mosaïques avec des scènes mythologiques, dont Lycurgue de Thrace et Ambrosia dans une mosaïque de l'étage supérieur, ainsi qu'Athéna et Hermès avec une femme assise dans la pièce principale.

Mosaïques du quartier des joailliers
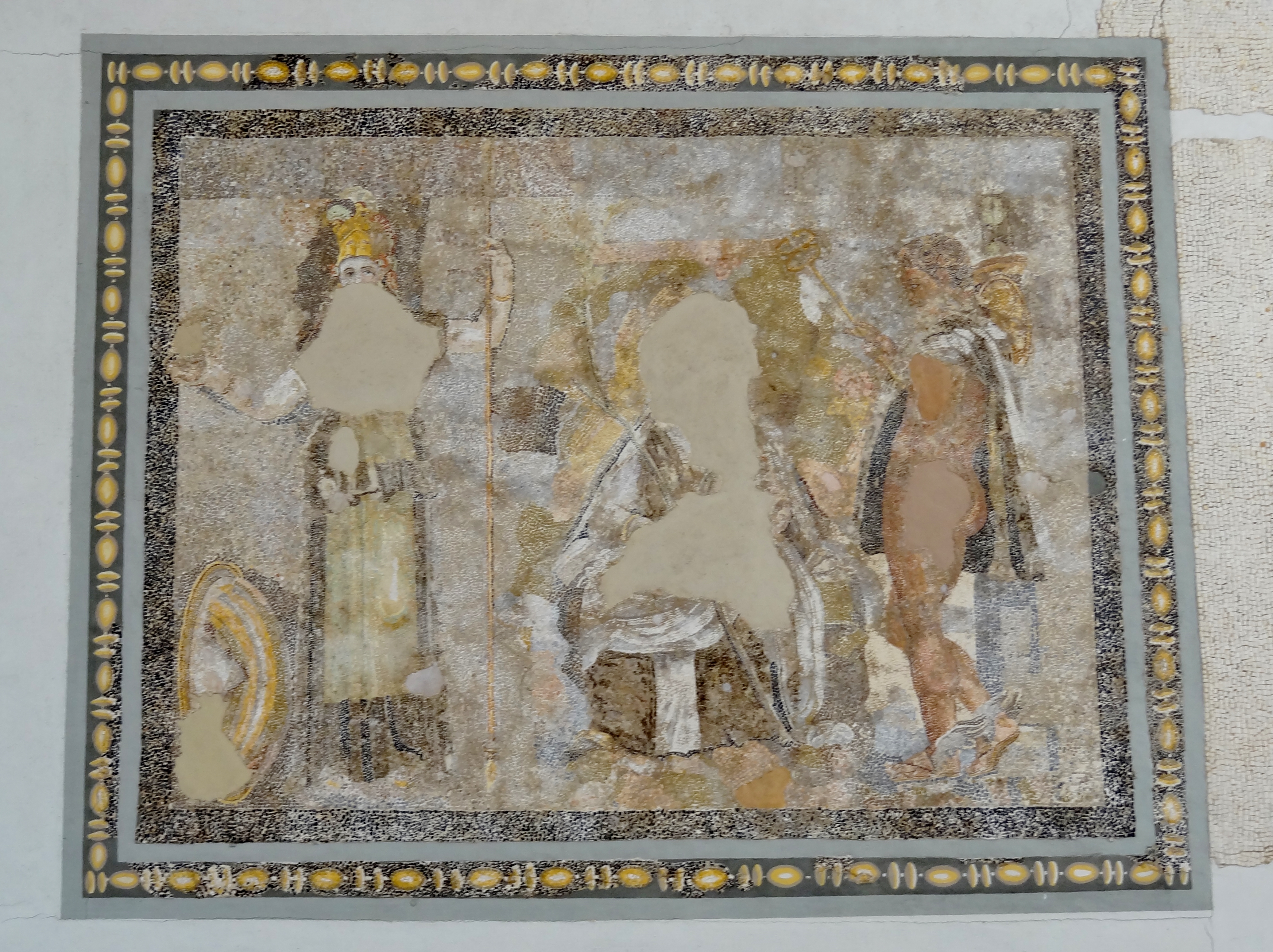
Mosaïque d'Hermès et Athéna, IIe siècle av. J.-C.
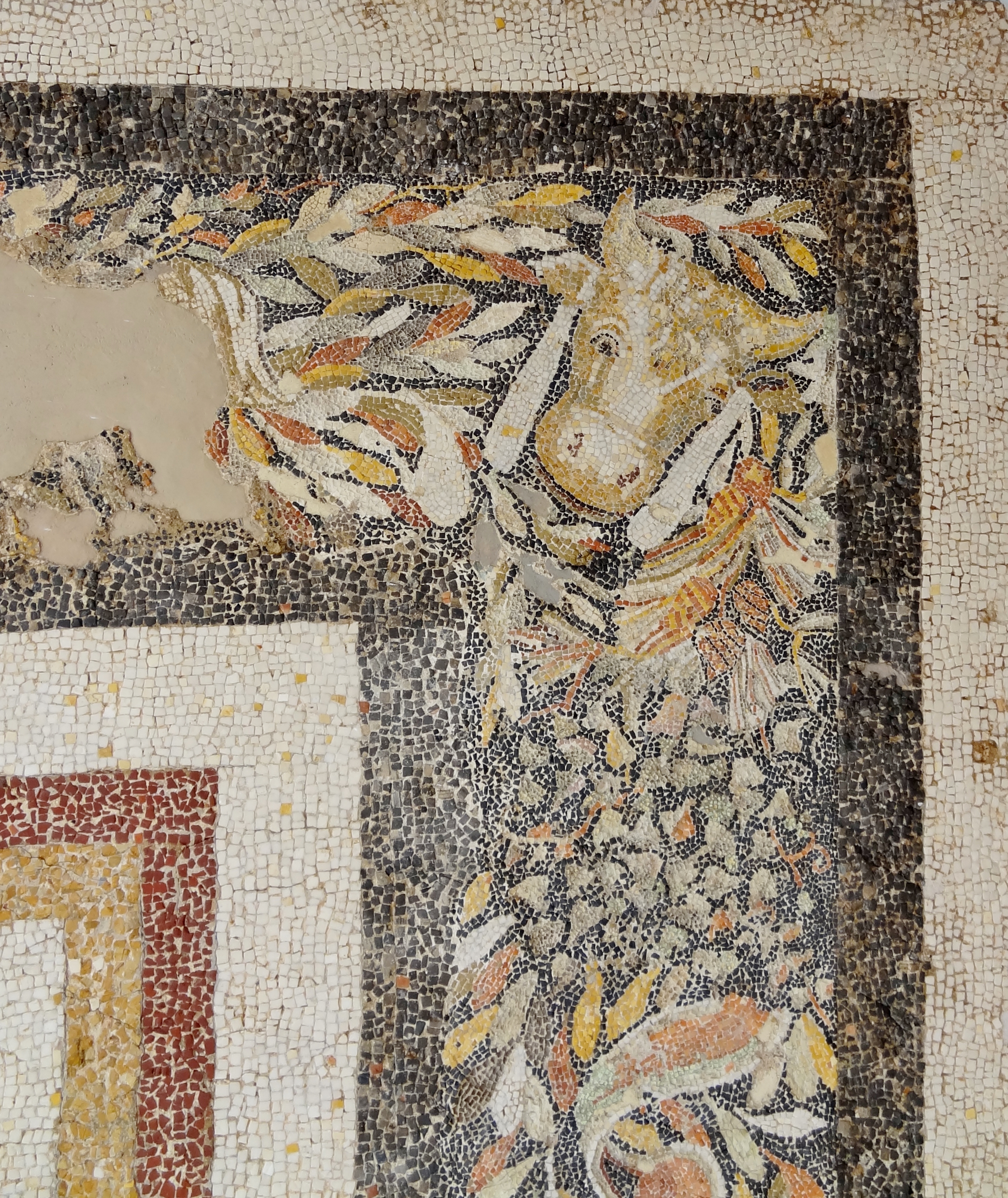
Tête de taureau avec feuillage
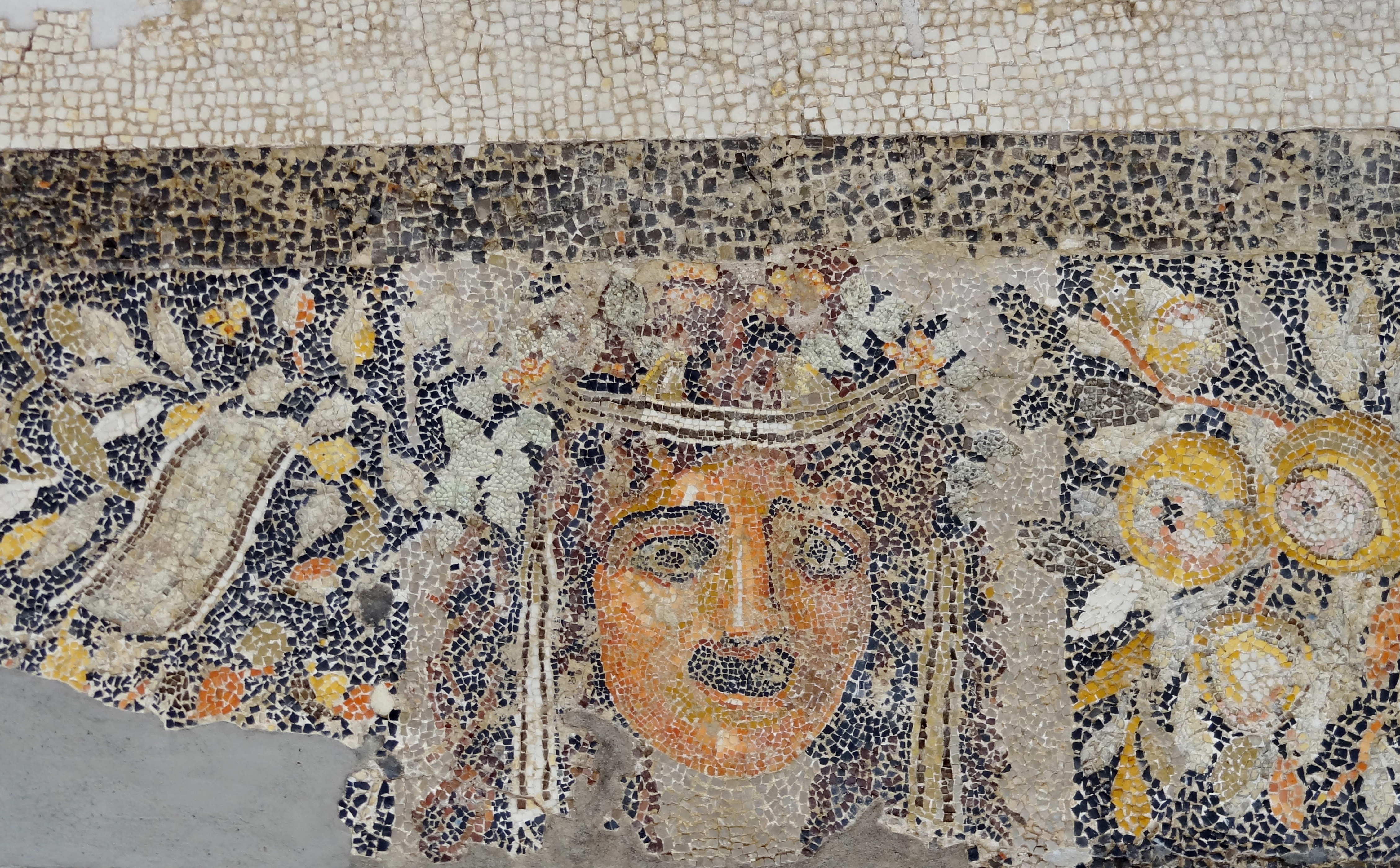
Mosaïque représentant un masque tragique.
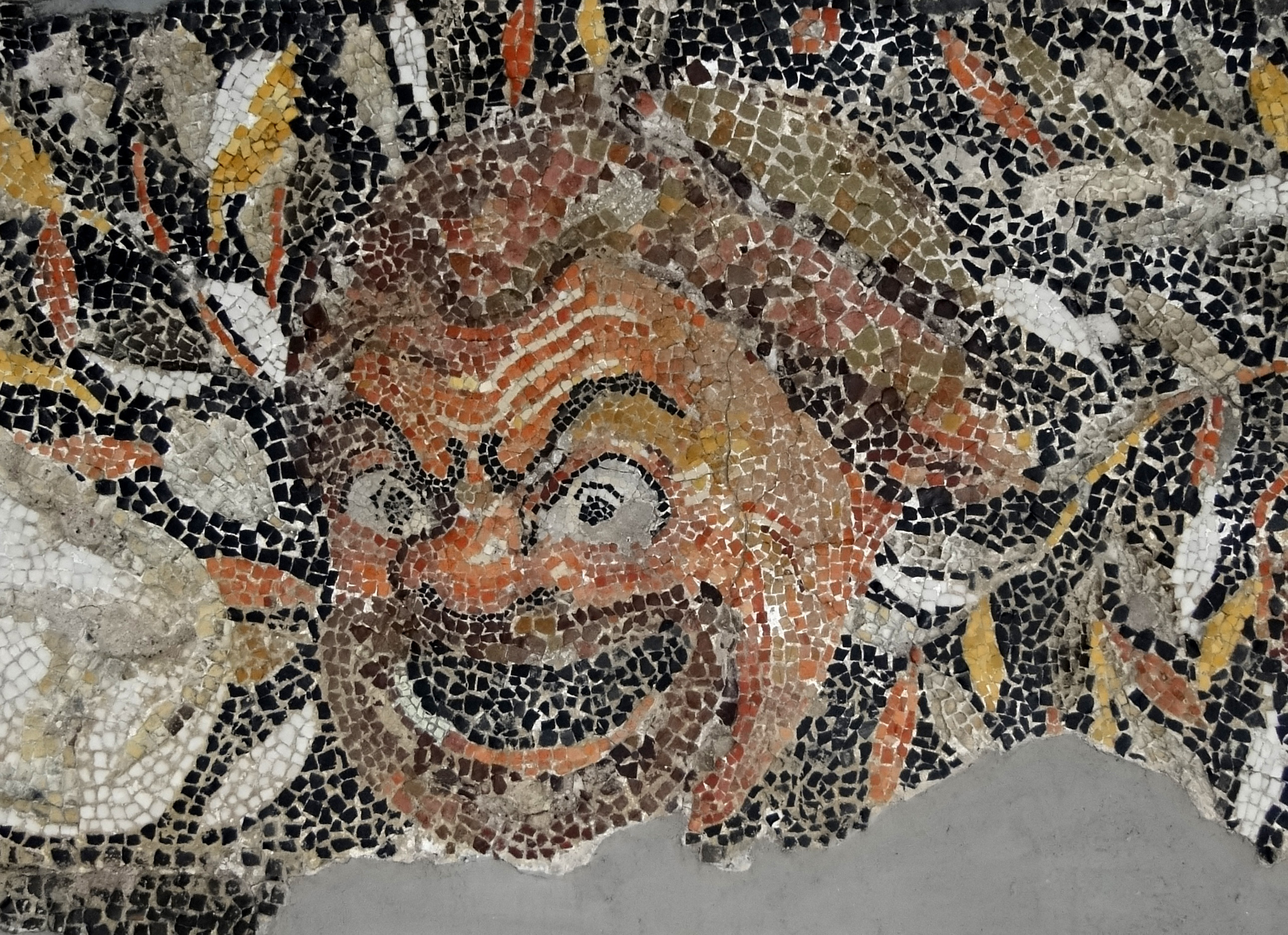
Mosaïque représentant un masque de comédie.

### Mosaïques du quartier du théâtre
La plupart des maisons du quartier surpeuplé du théâtre de Délos ont des plans d'étage de forme irrégulière (souvent des conceptions trapézoïdales), par opposition au plans carrés ou rectangulaires des maisons des autres quartiers. La grille des rues est étroite et irrégulière, avec des rues qui se rejoignent approximativement à angle droit. Semblables à la majorité des maisons de Délos, celles du quartier du théâtre présentent une cour ouverte sans portique, au lieu du classique péristyle. Certaines des maisons du quartier du théâtre manquent complètement de décoration intérieure, sans peintures murales ni mosaïques, ce qui est inhabituel dans les maisons déliennes.

Mosaïques du quartier du théâtre
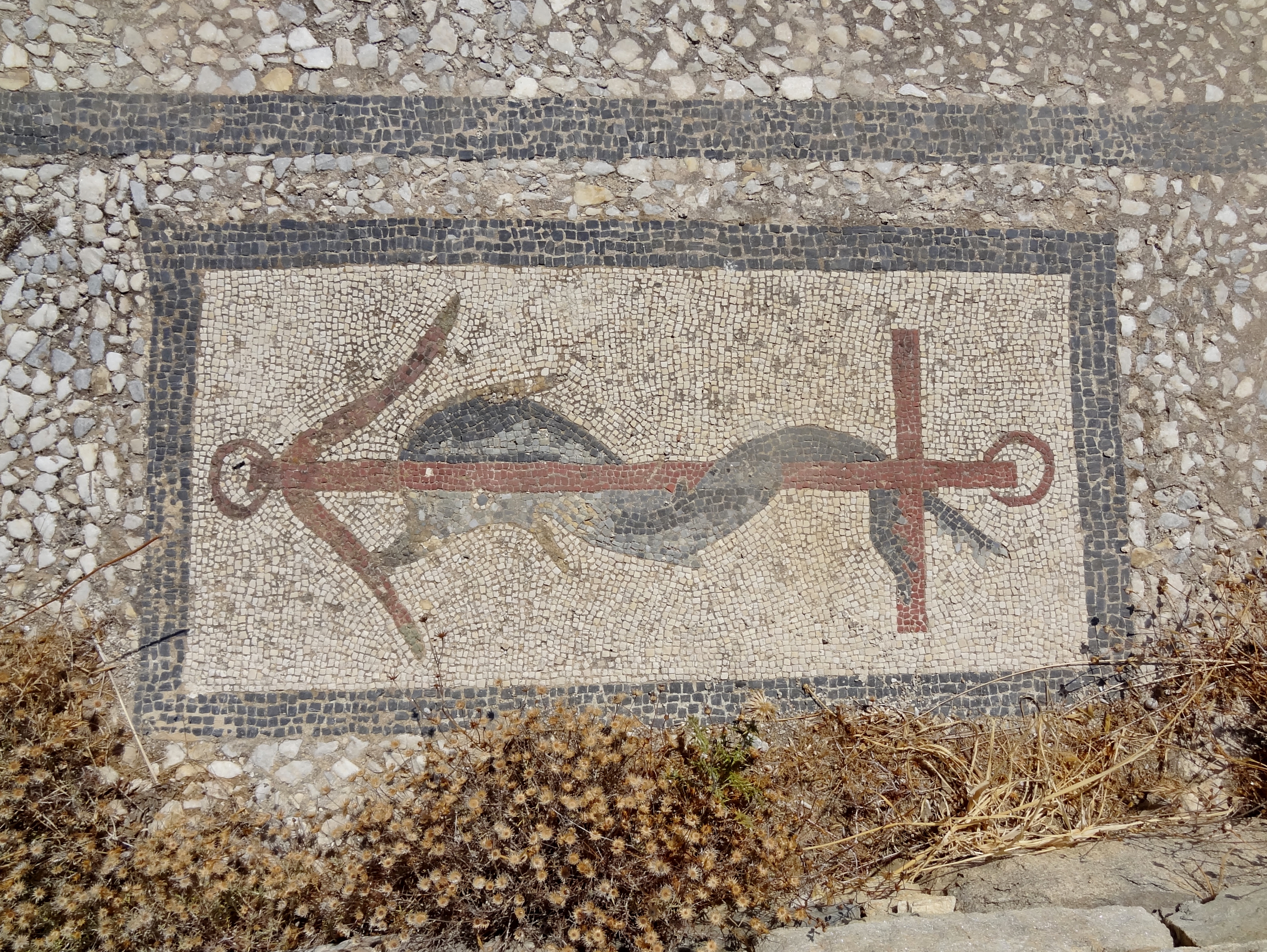
Mosaïque avec un motif dauphin et ancre
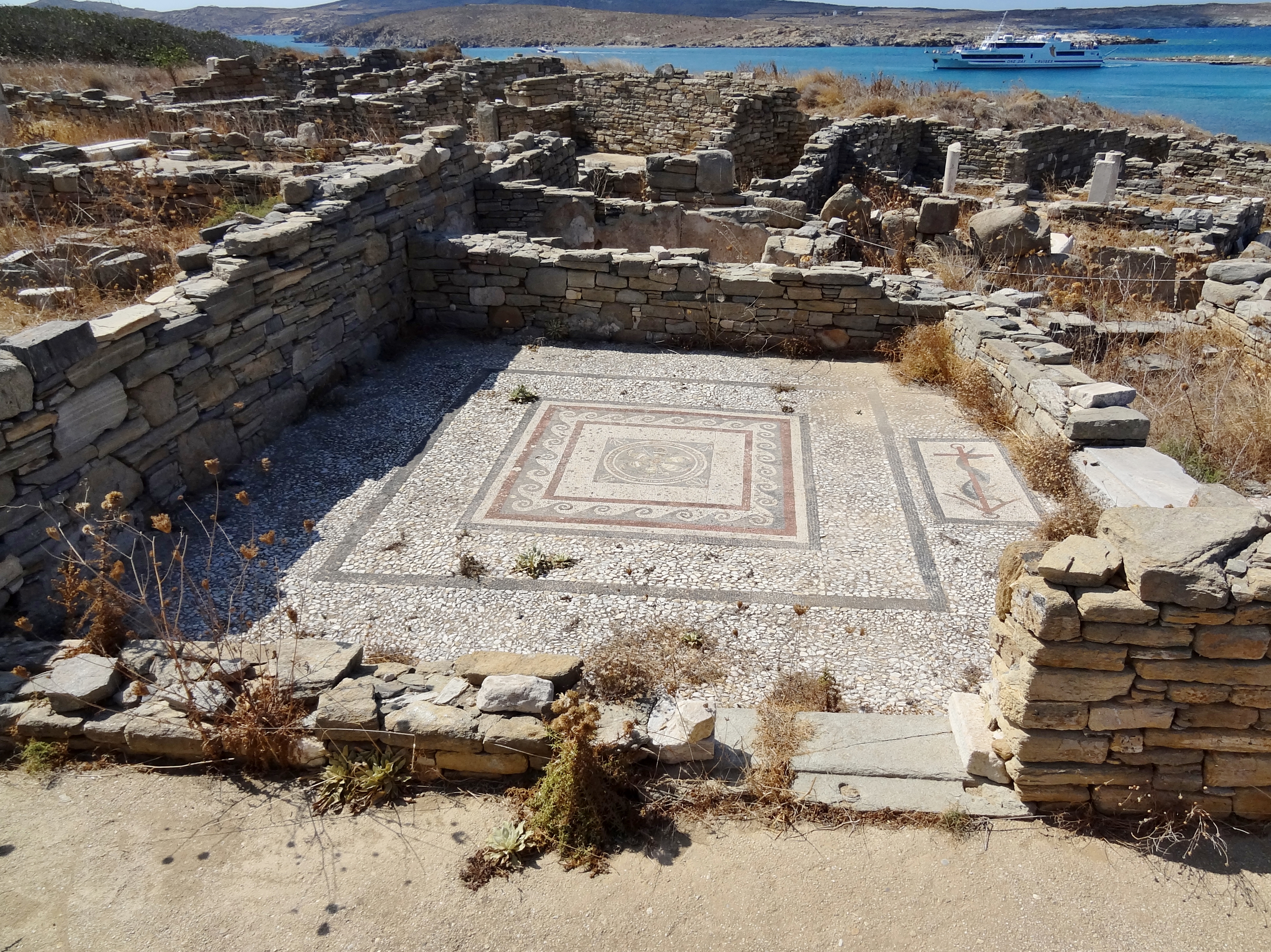
Maison à sol en mosaïque
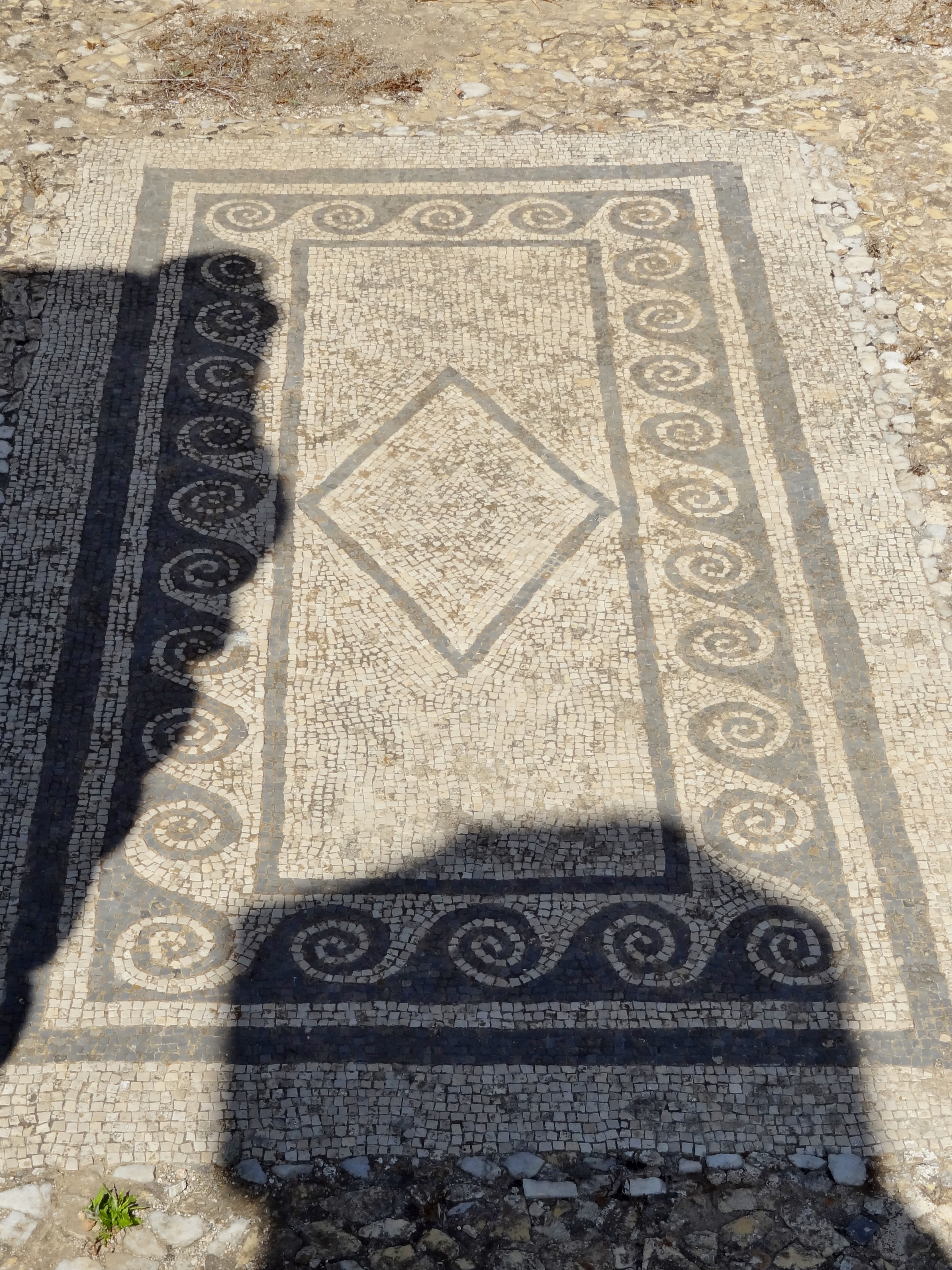
Bordure à motif de vagues
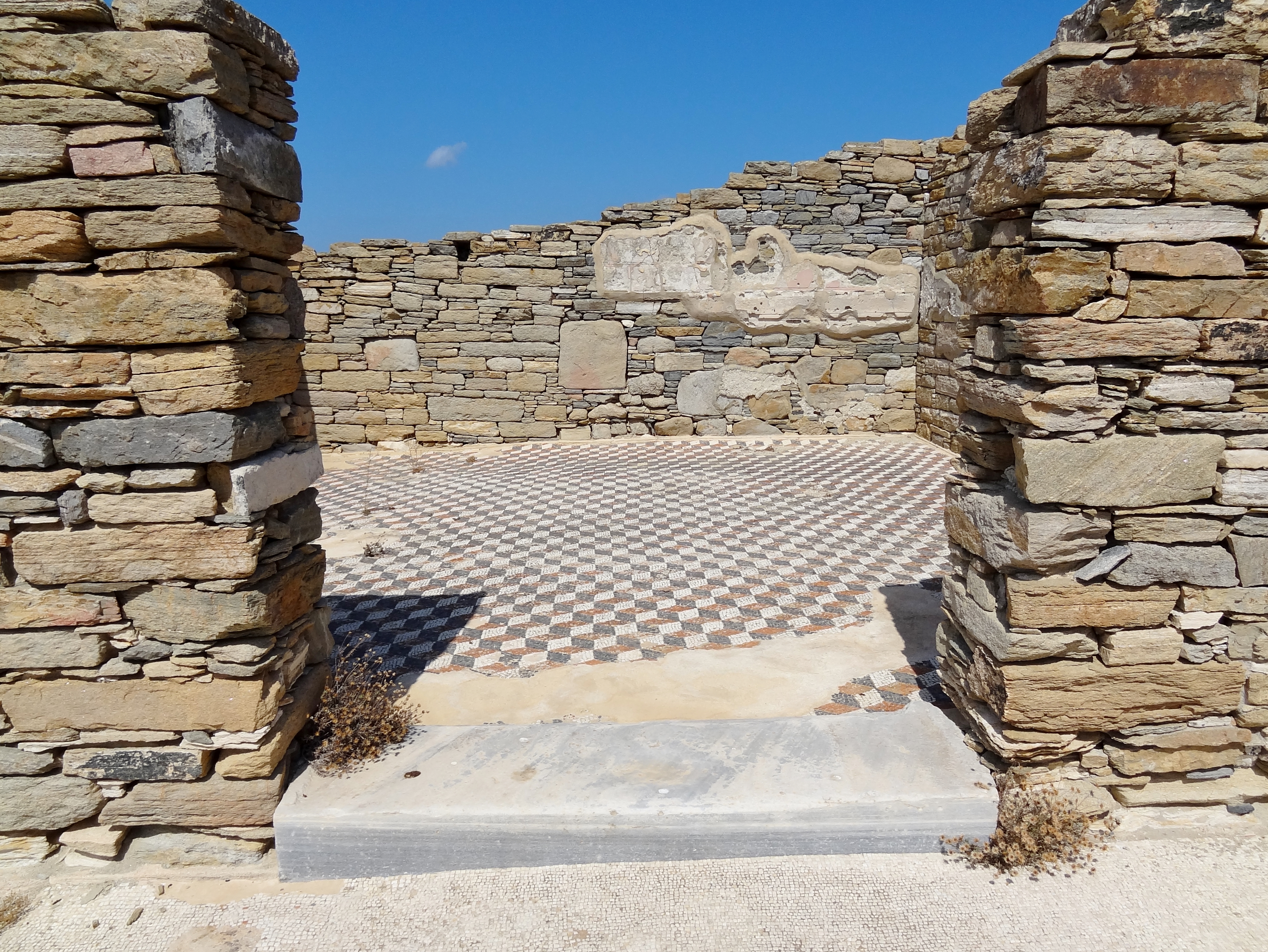
Mosaïque à motifs cubiques

### Maison de Dionysos
La mosaïque de Dionysos chevauchant un tigre, dans la Maison de Dionysos à Délos, est l'un des plus beaux exemples d’opus vermiculatum, selon Dunbabin, comparable au Dionysos chevauchant un léopard de la Maison des Masques, sinon un prédécesseur plus simple de la mosaïque de galets de la capitale macédonienne de Pella. Une différence, cependant, se trouve dans les ailes de Dionysos qui suggèrent son incarnation en tant que daimôn au lieu de divinité,. Les matériaux des tesselles, en verre, faïence, terre cuite et pierres naturelles, sont faites de pièces mesurant environ un millimètre carré, permettant des détails nets et une palette de couleurs élaborée,.

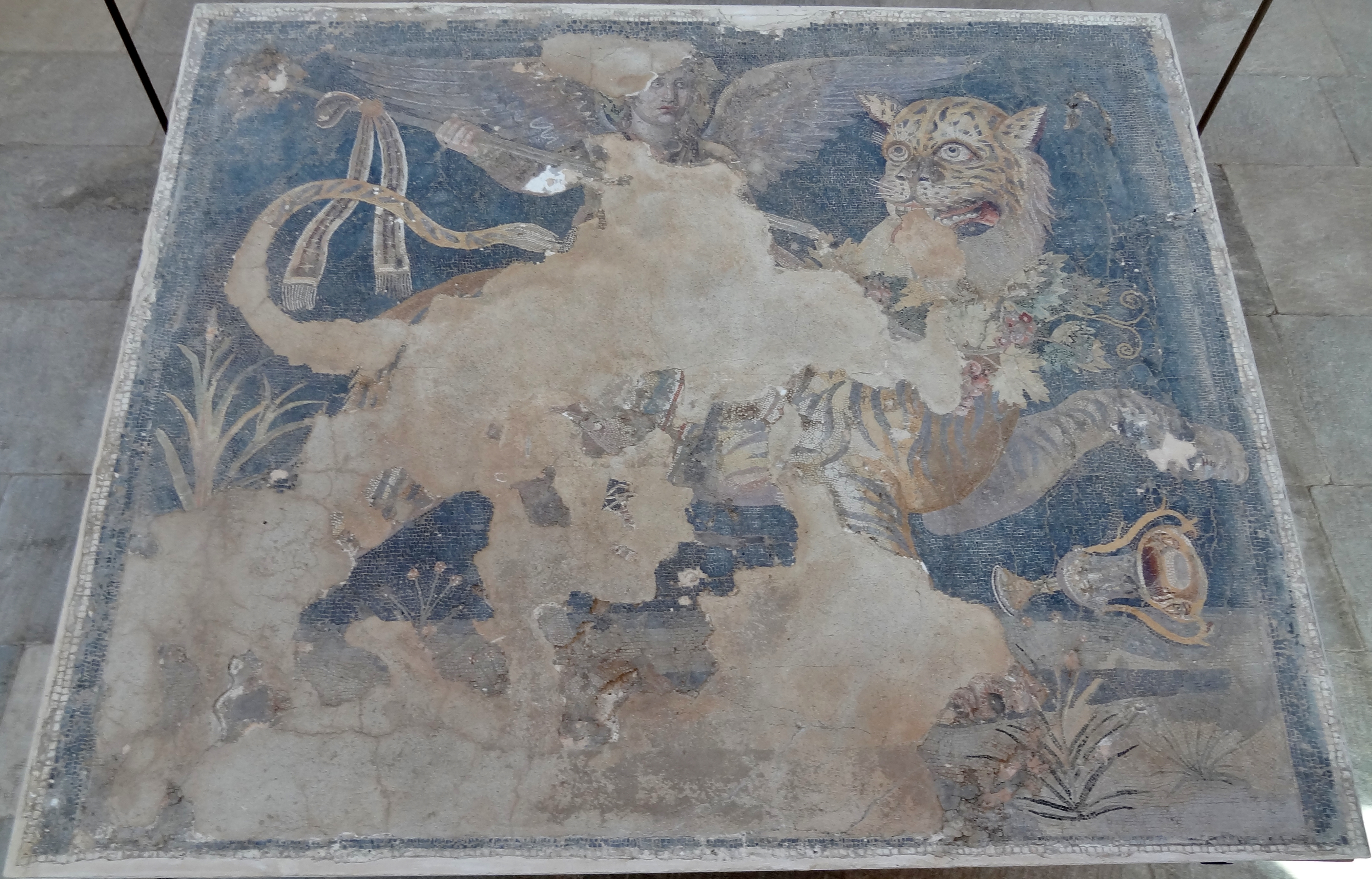
Dionysos chevauchant un tigre
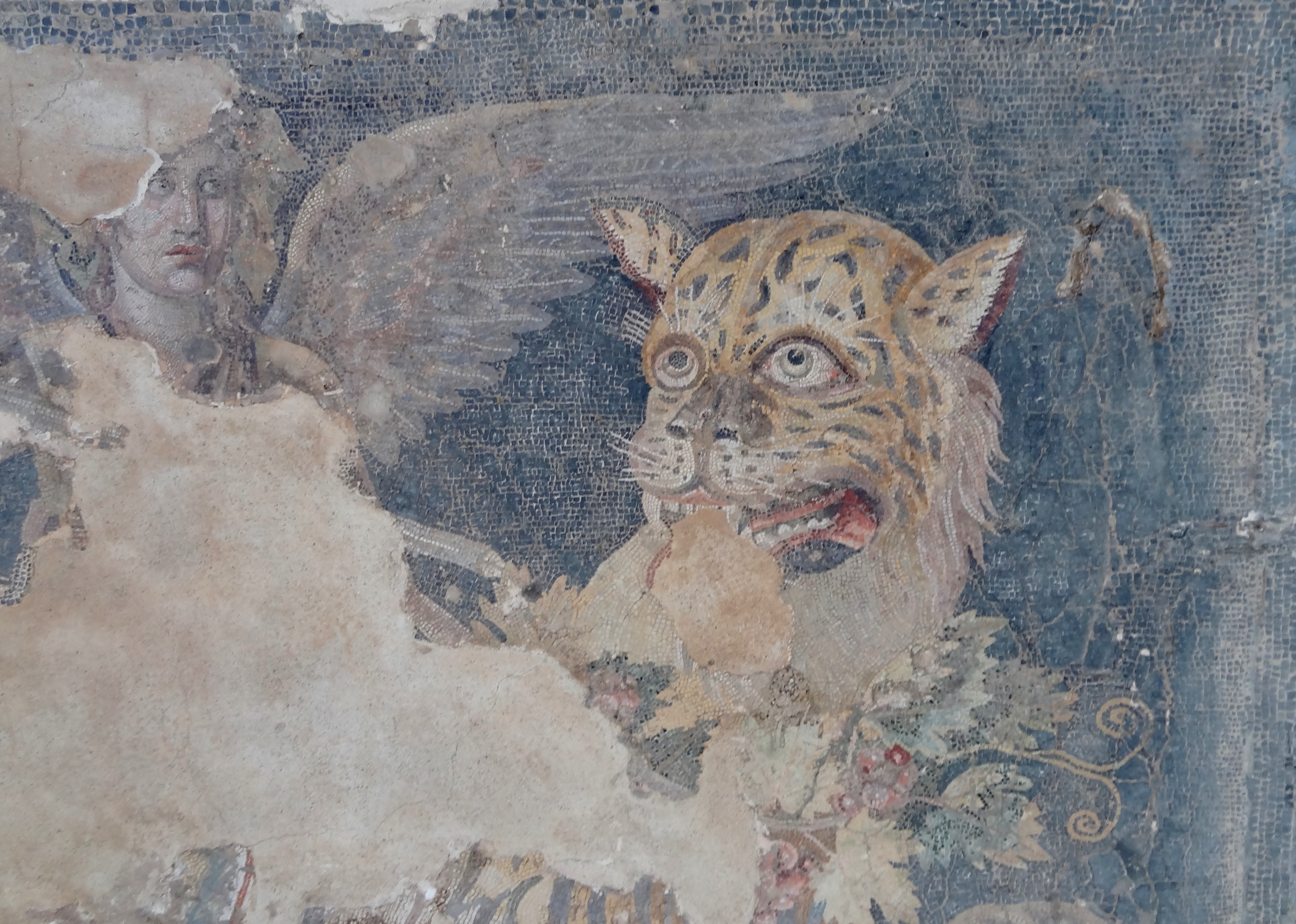
Vue rapprochée de la mosaïque de Dionysos
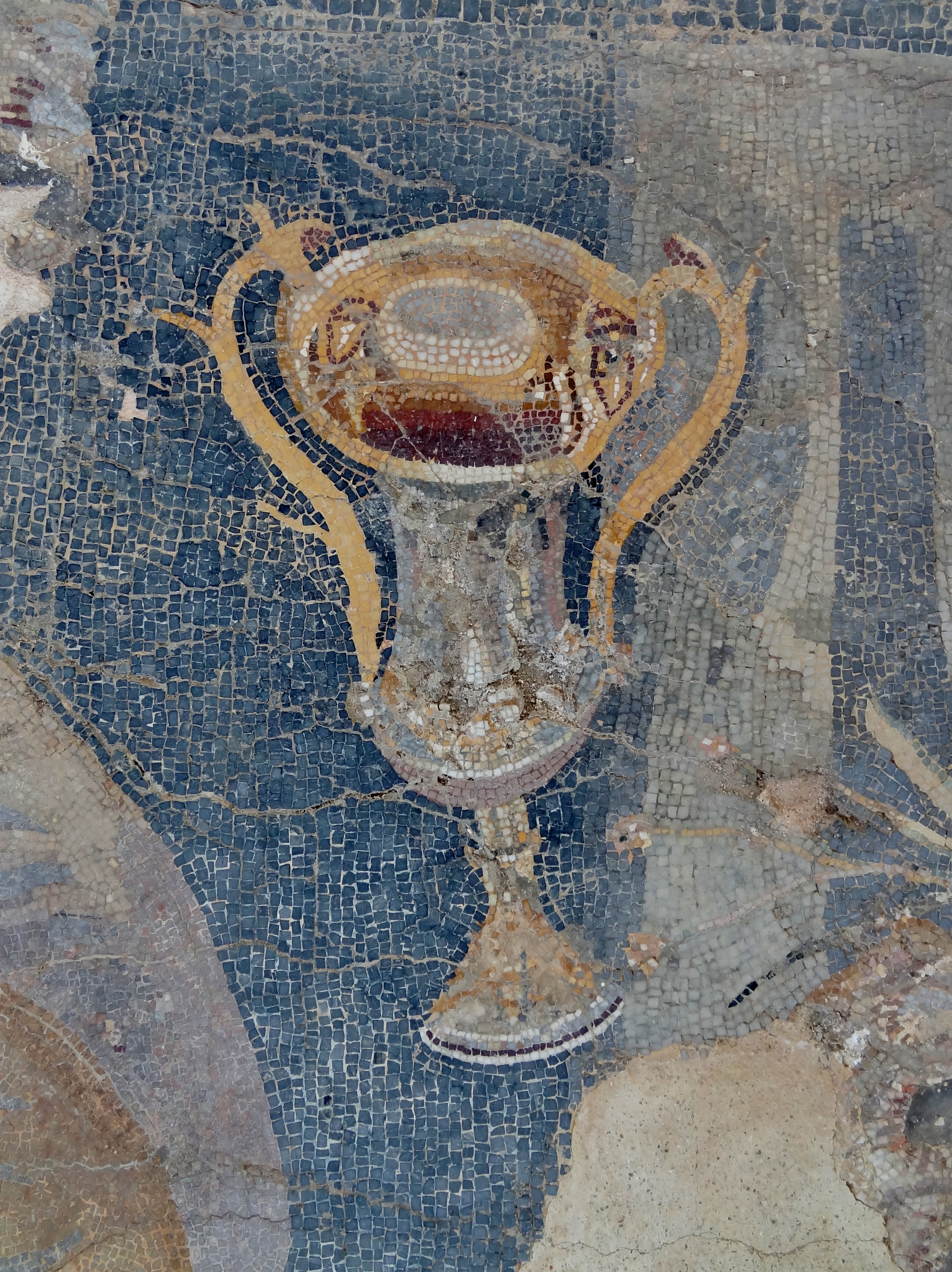
Vase en verre hellénistique (en) de la mosaïque de Dionysos chevauchant un tigre
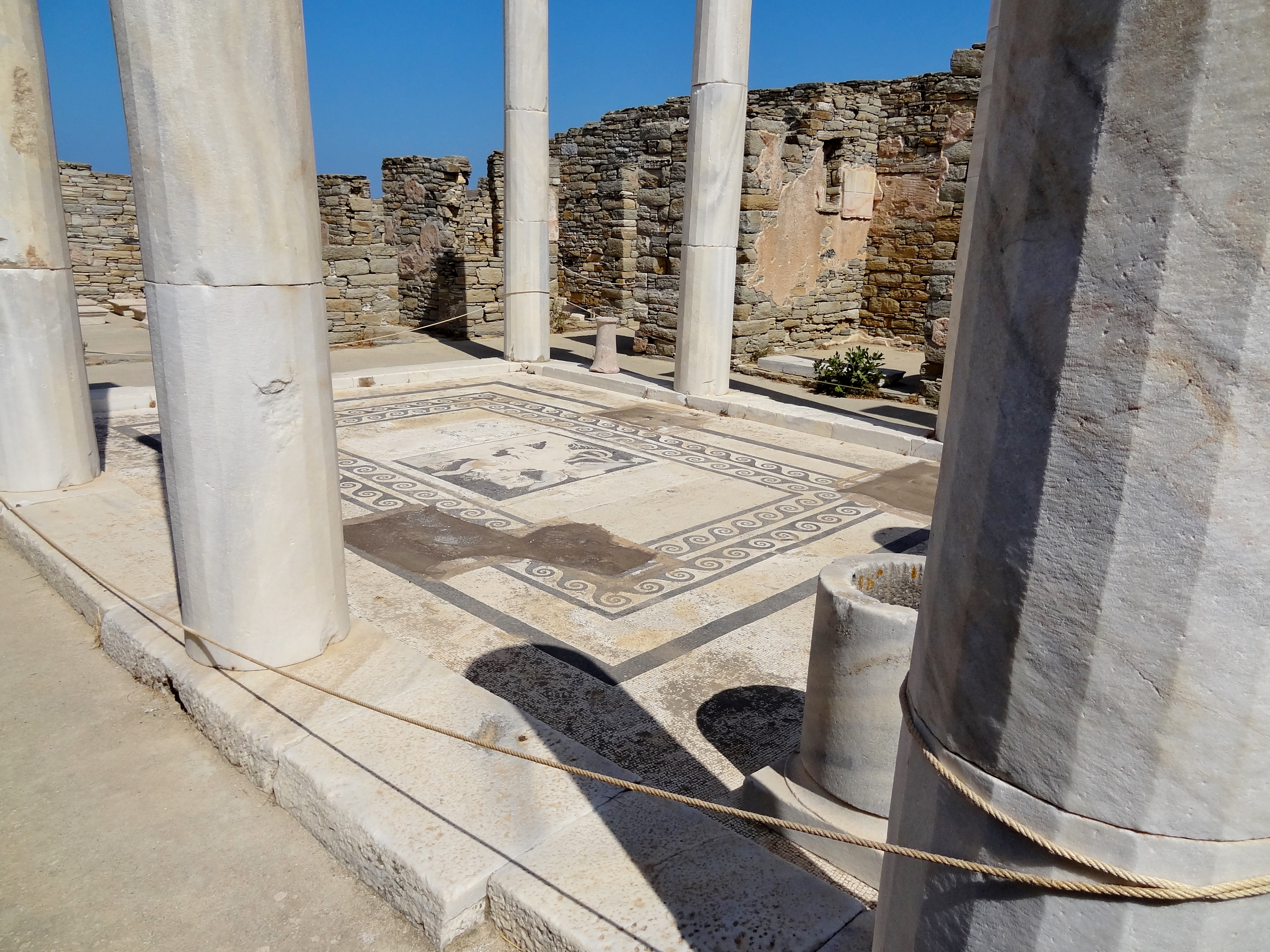
Mosaïque de sol du péristyle de la maison de Dionysos

### Maison des Masques
La maison des Masques tire son nom du motif en mosaïque de masques de théâtre ornés de lierre disposés en bandes autour d'une surface centrale décorée selon un motif cubique. Les mosaïques les plus finement décorées se trouvent dans quatre pièces partant de la cour du péristyle pavé de copeaux de marbre, avec des mosaïques de sol comprenant des fragments d'amphores. Au centre d'une des mosaïques se trouve une figure de Dionysos chevauchant un léopard sur un fond noir, similaire à la mosaïque de la maison de Dionysos. Une autre mosaïque centrale présente un joueur de flûte et une figure dansante qui représente peut-être Silène. Seule la figure de Dionysos emploie la méthode du vermiculatum. Les autres mosaïques de la maison n'atteignent pas le naturalisme des scènes et des motifs de figures plus fines, mais elles démontrent néanmoins une tentative d'imiter leurs qualités illusionnistes avec la technique des tesselles.

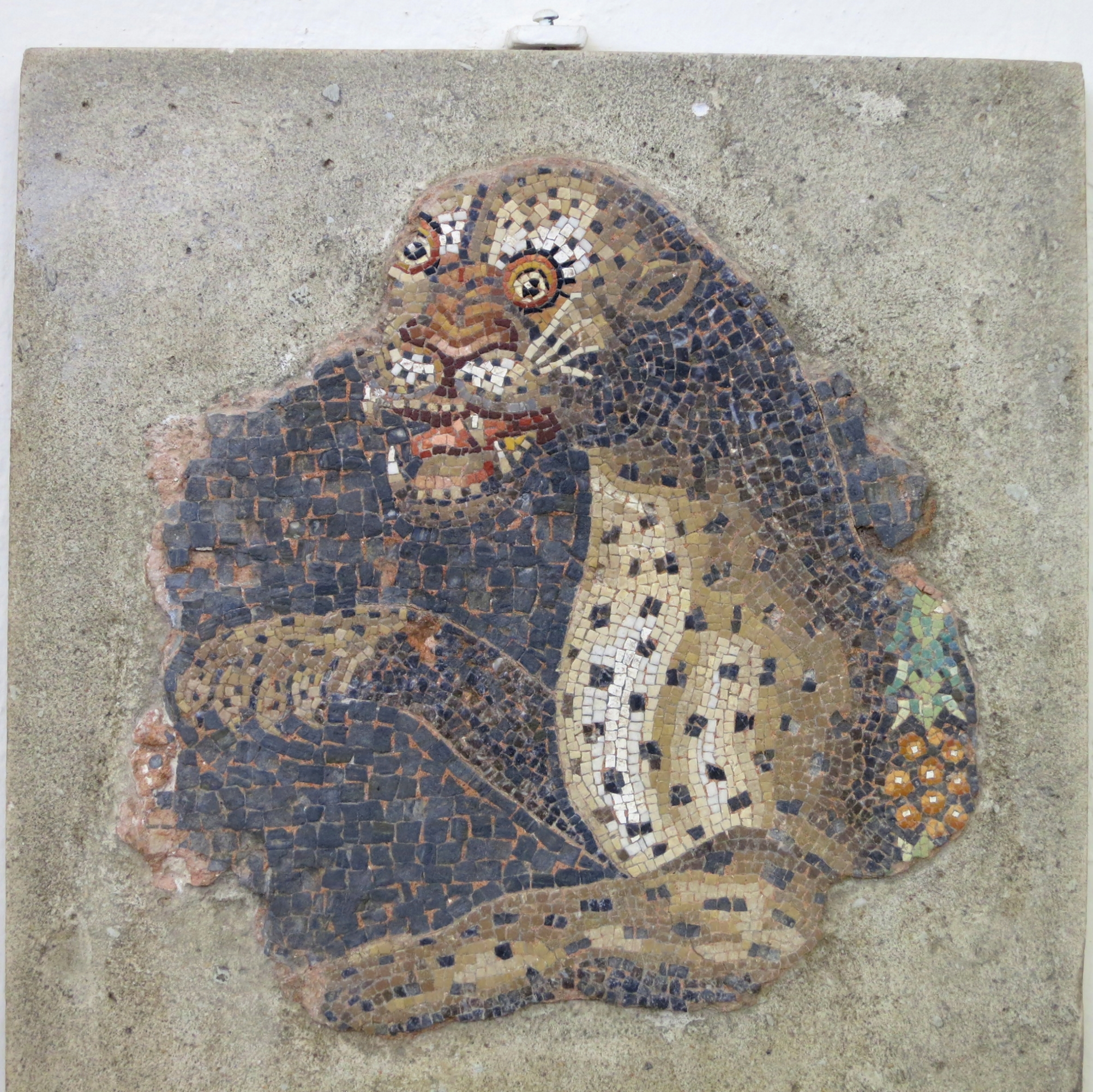
Petite mosaïque d'une panthère. Maison des Masques, vers 100 av. J.-C.
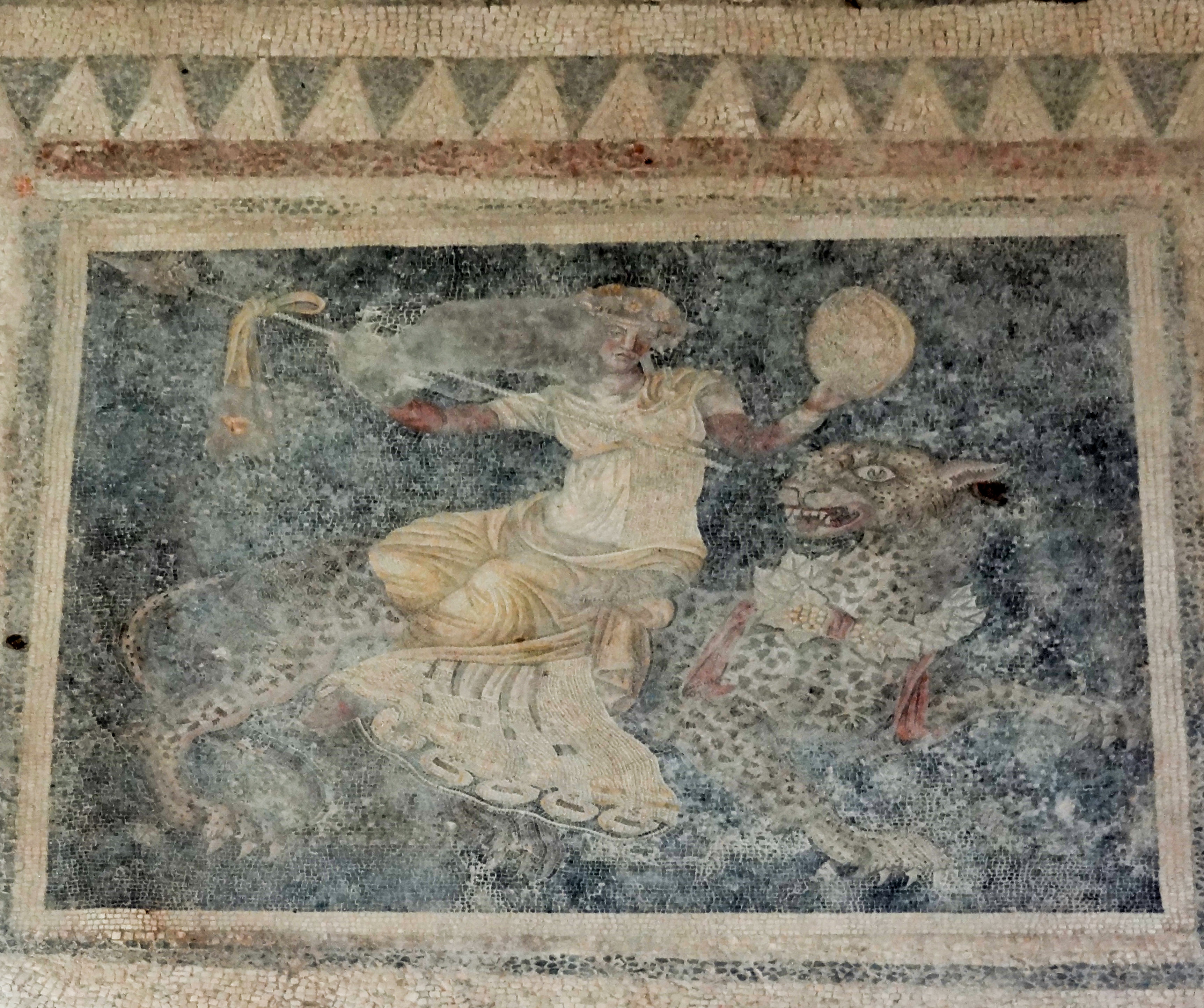
Dionysos chevauchant une créature féline.
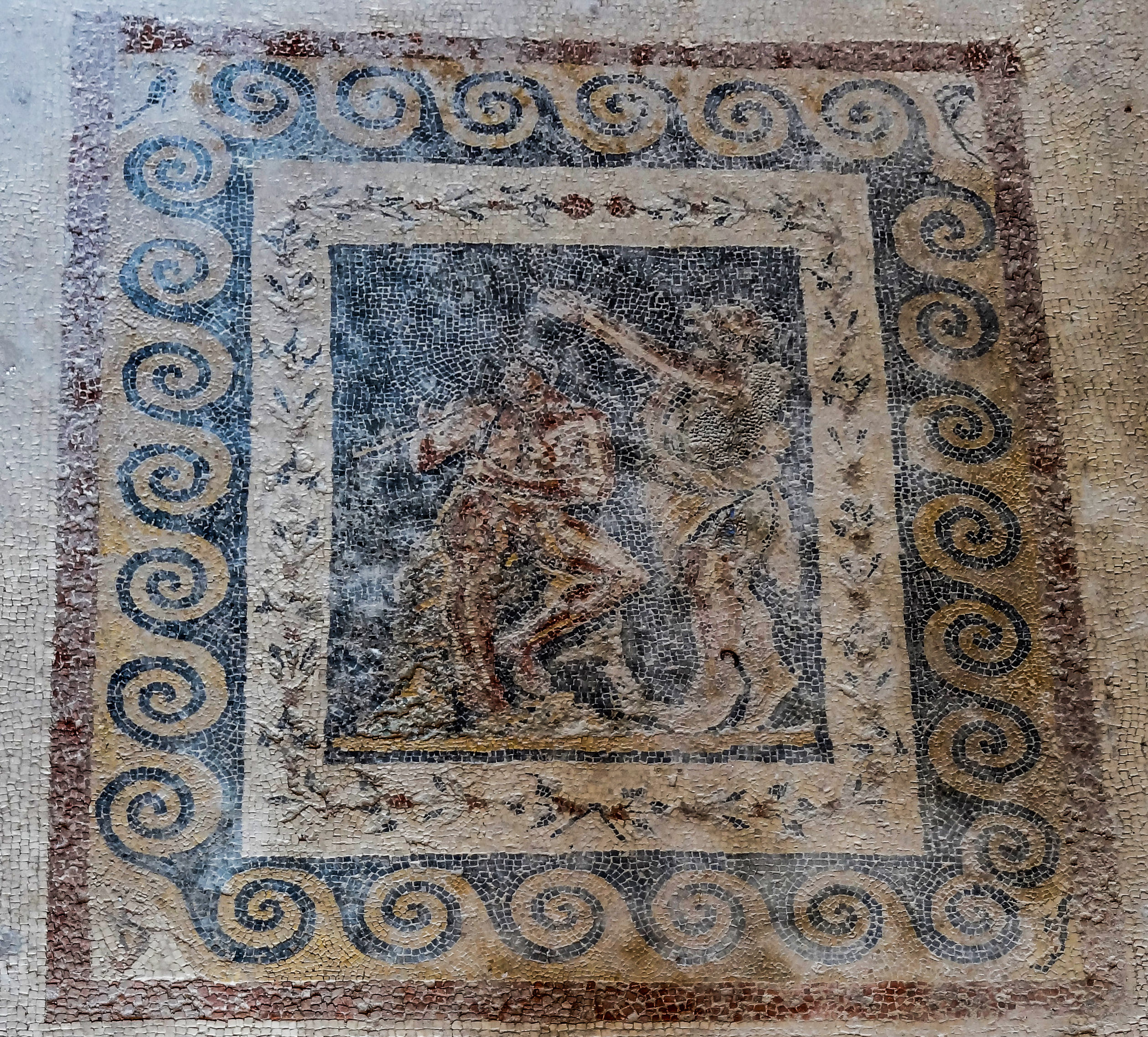
Figure vêtue de soie dansant sur l'air d'un joueur de flûte.
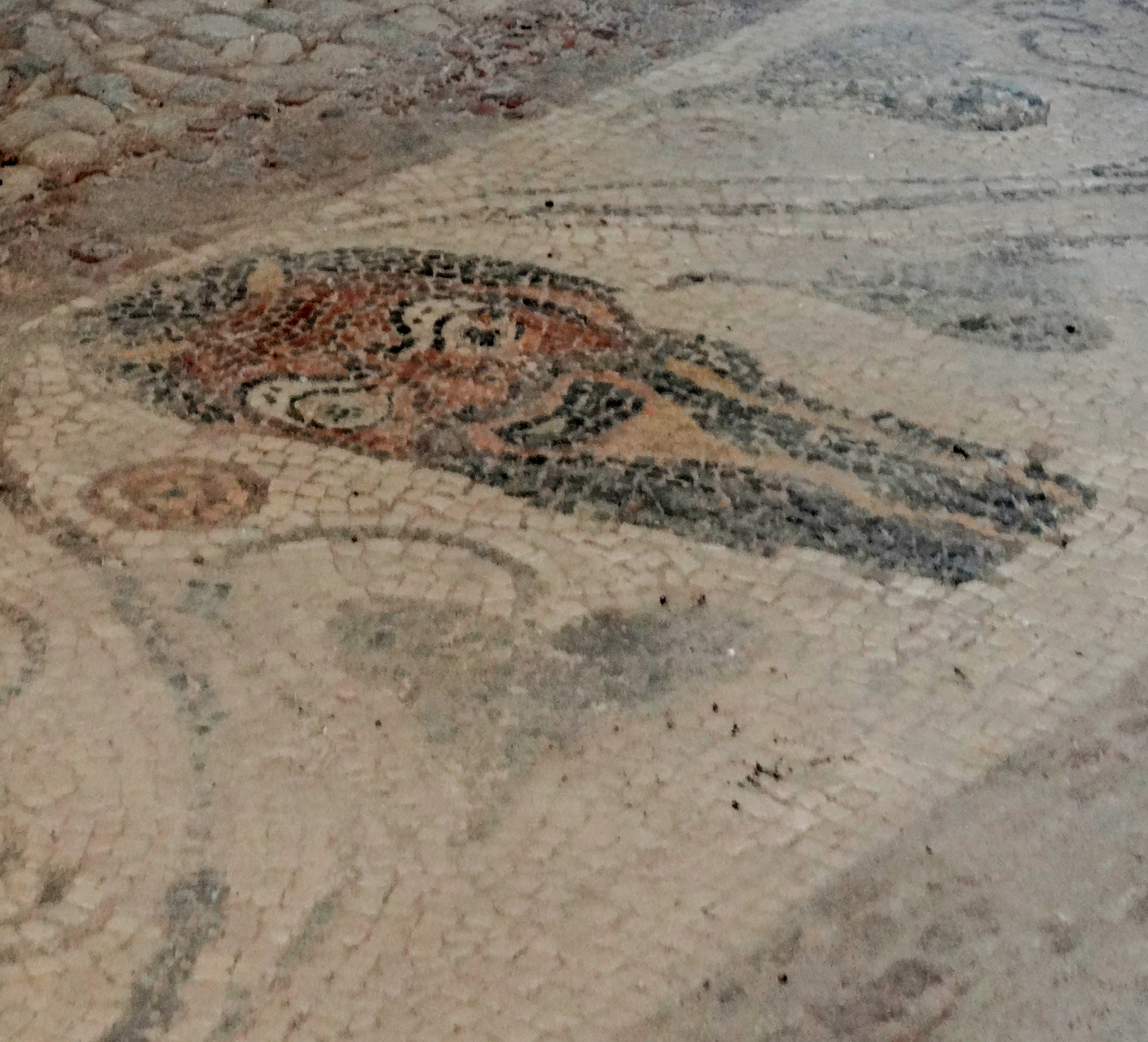
Mosaïque d'un masque de théâtre

### Maison des Dauphins
La maison des Dauphins présente sur son péristyle des mosaïques dont les motifs sont inhabituels à Délos, dans un cercle encadré d'un contour carré. Chaque coin du carré présente une paire de dauphins montés par de minuscules figures ailées portant les attributs de divinités grecques : le thyrse, le caducée, le trident et un objet disparu. Le cercle contient une rosace centrale entourée de guirlandes florales et de griffons. La mosaïque, signée par un certain Asclépiade d'Arados (localité de l'ancienne Phénicie, aujourd'hui l'Ouest de la Syrie), est l'un des deux seuls exemples à Délos d'une signature d'artiste.

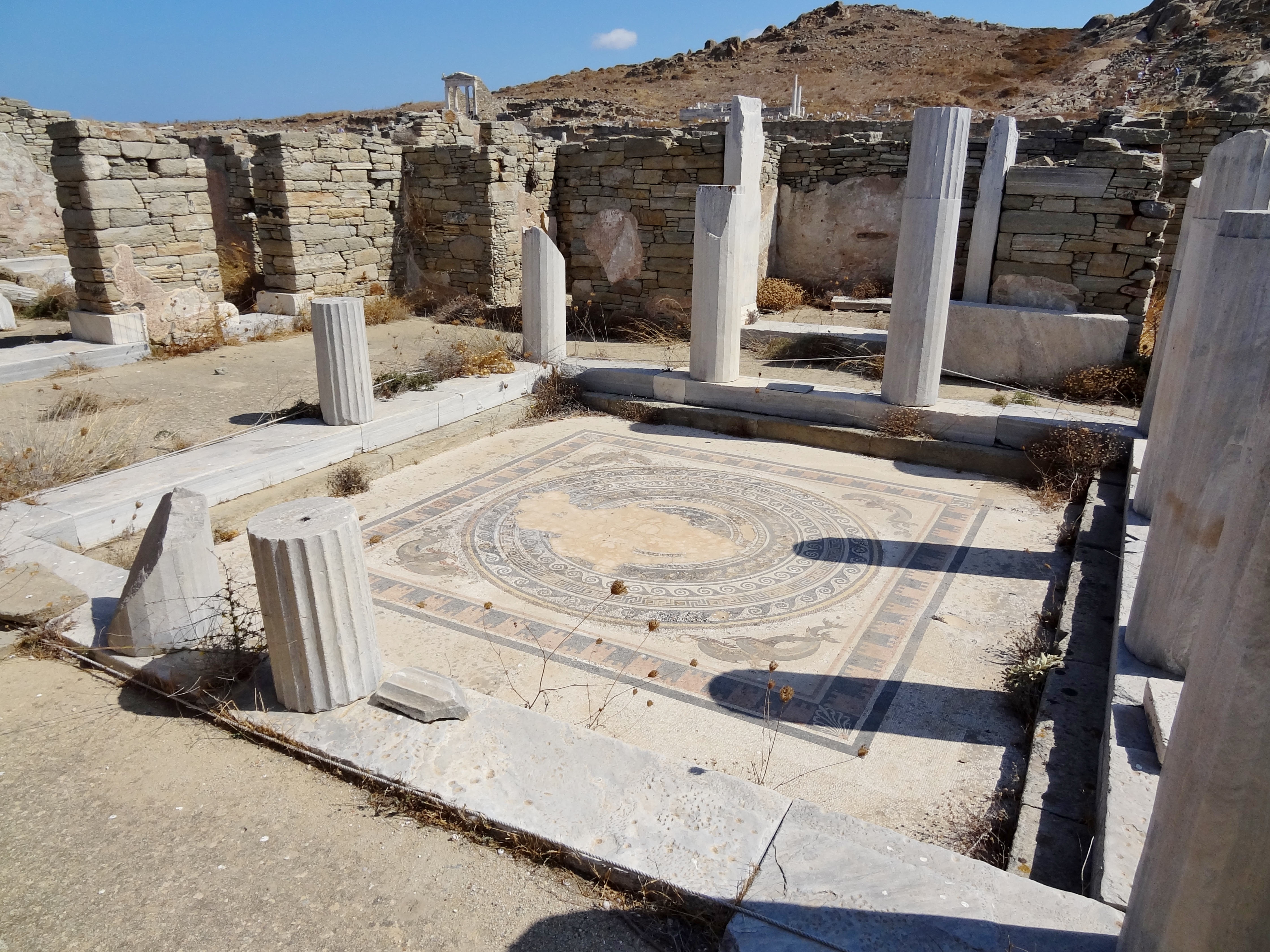
Cour à péristyle flanquée de colonnes entourant un sol en mosaïque.
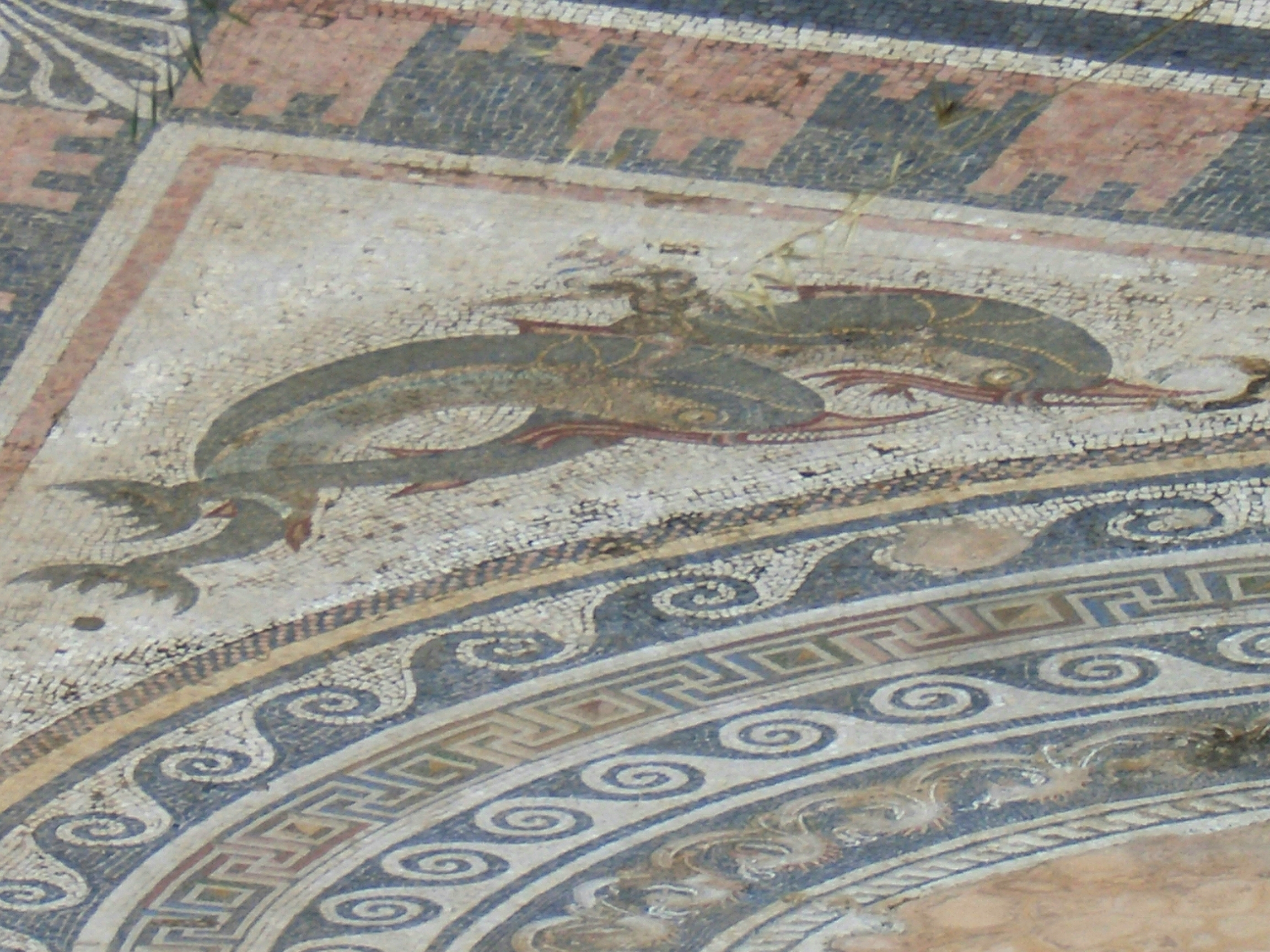
Dauphins et cavaliers à côté de bandes de motifs à une seule vague
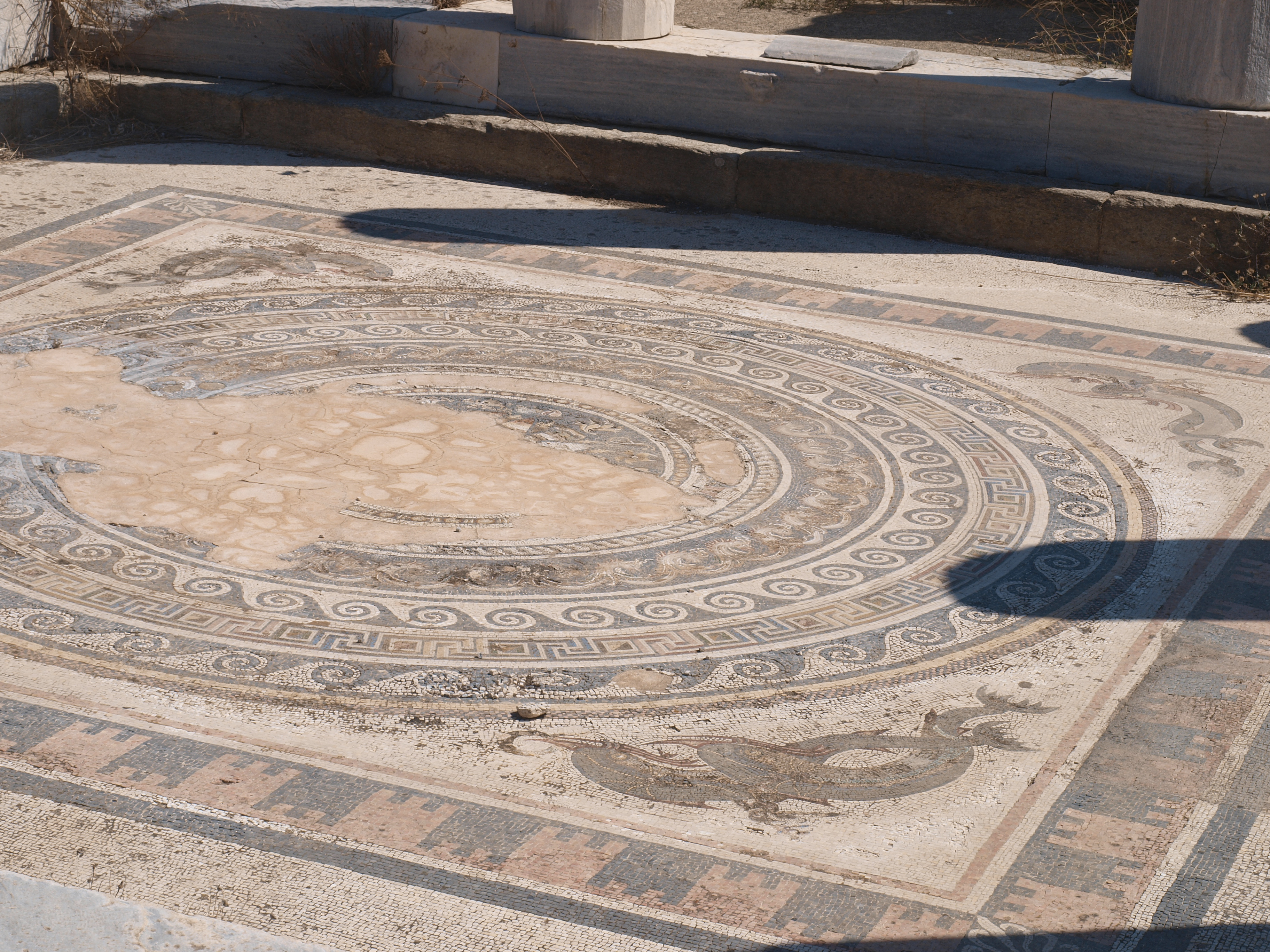
Vue rapprochée de la mosaïque à motif de cercle inscrit dans un carré.
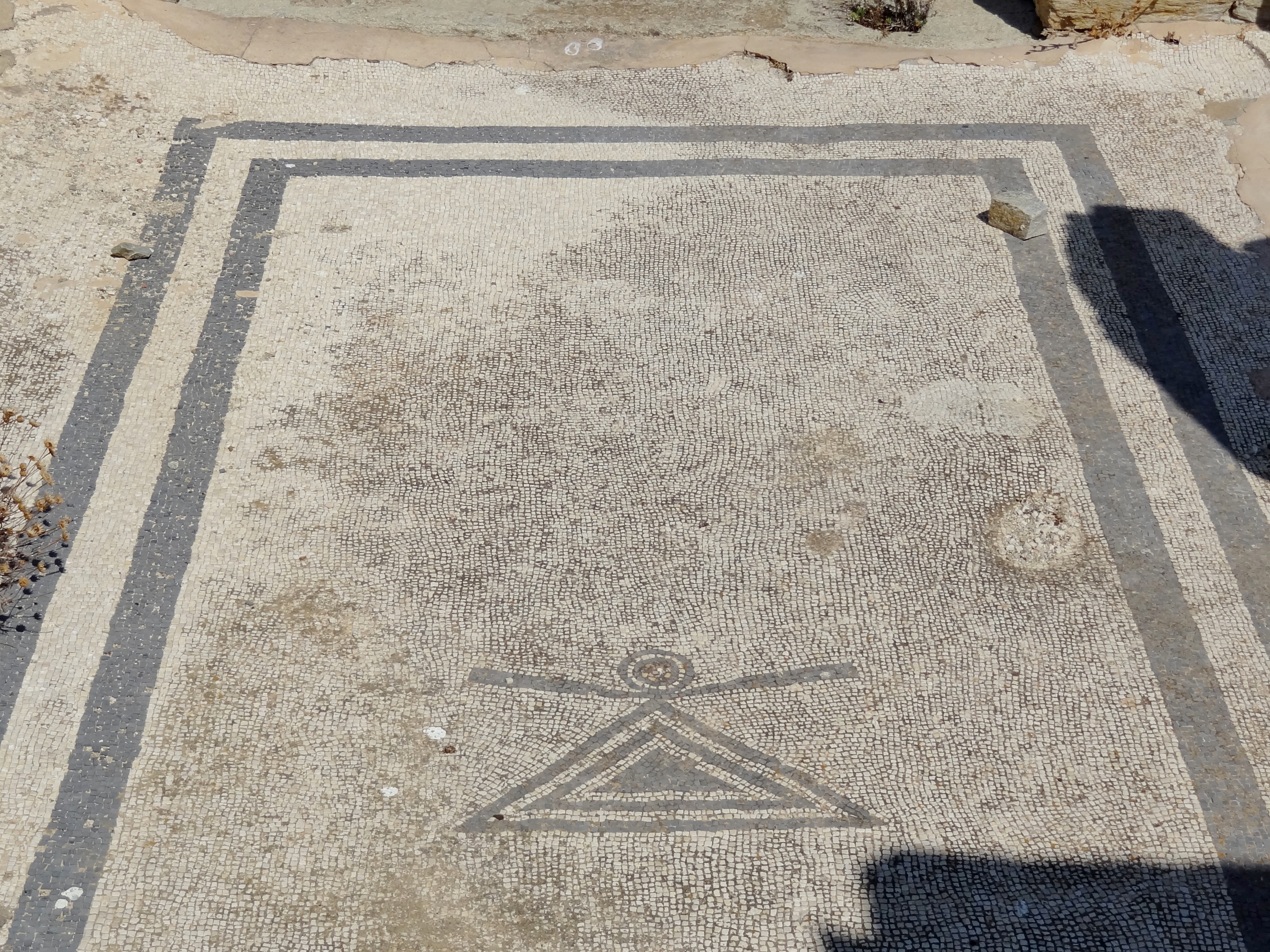
Mosaïque avec le symbole punique de la déesse phénicienne Tanit.

### Maison du Lac
La maison du Lac est une maison de forme irrégulière (par opposition à un plan d'étage rectangulaire ou carré), située près du Lac sacré et habitée d'environ 300 à 100 av. J.-C. Sa conception est celle de la majorité des maisons déliennes : l'impluvium du péristyle, décoré de motifs géométriques autour d'une rosace centrale, est entouré de colonnes ioniques monolithes.

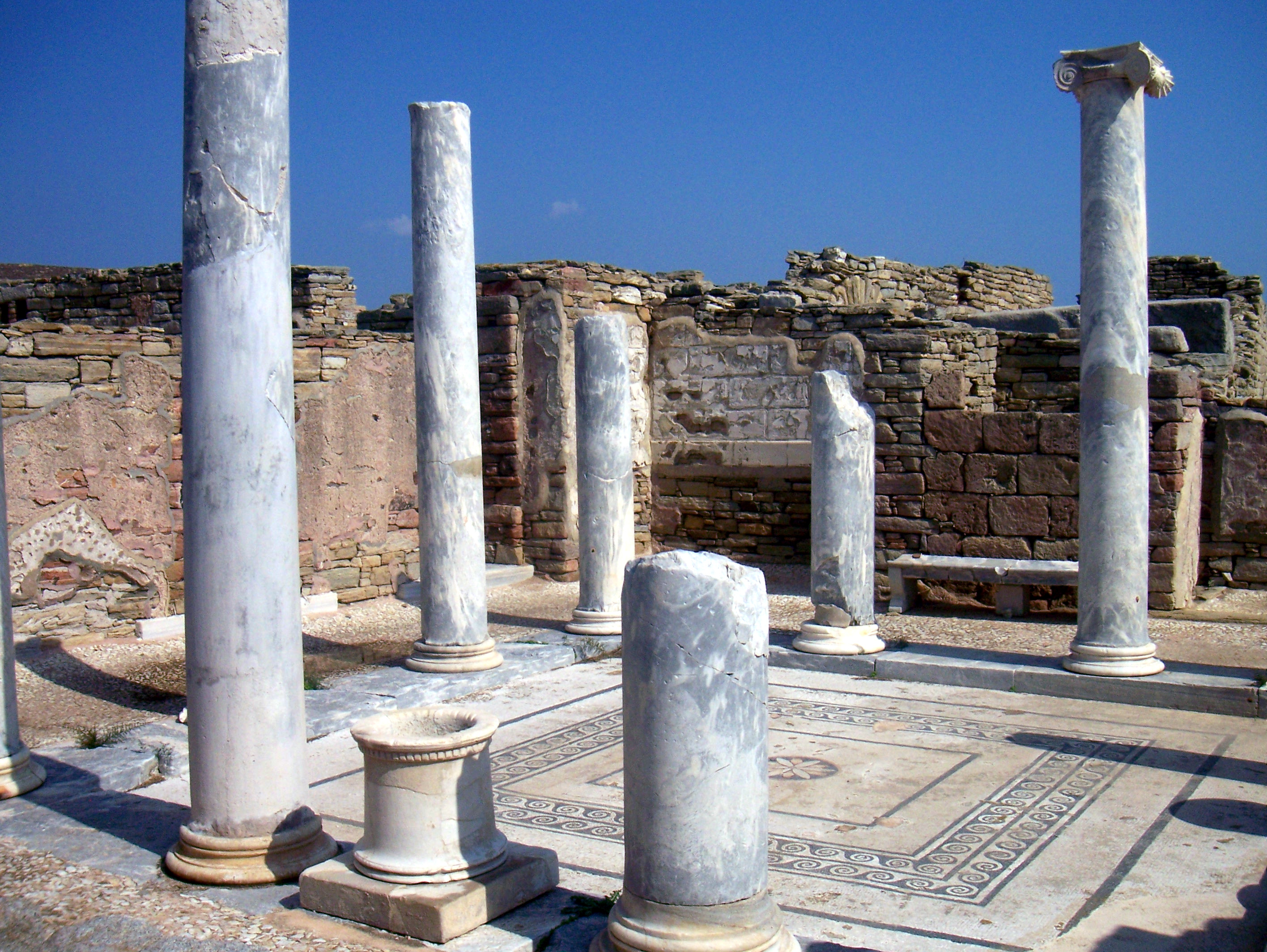
Péristyle avec colonnes de style ionique et sol en mosaïque.
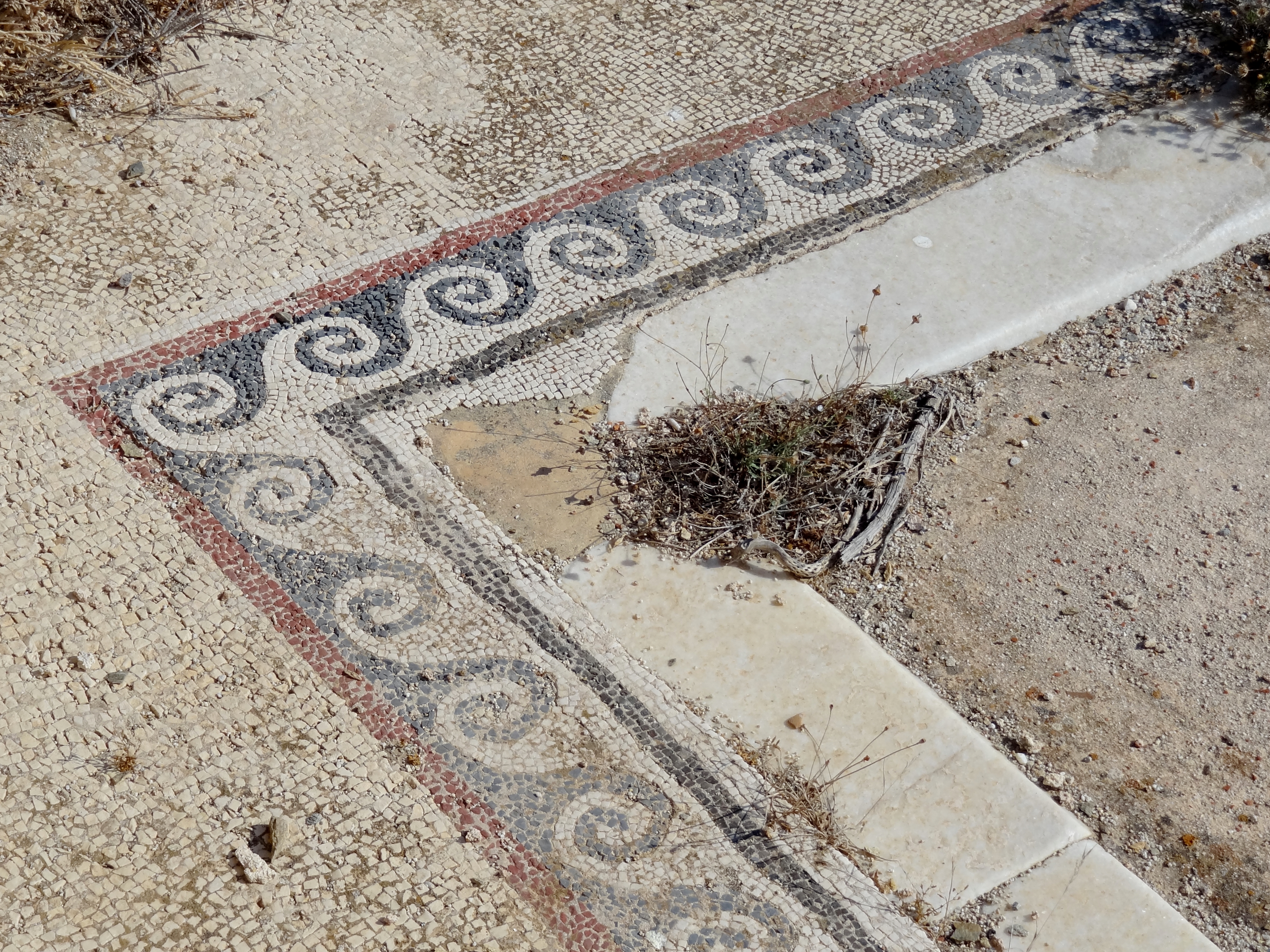
Bordure à motif à une seule vague
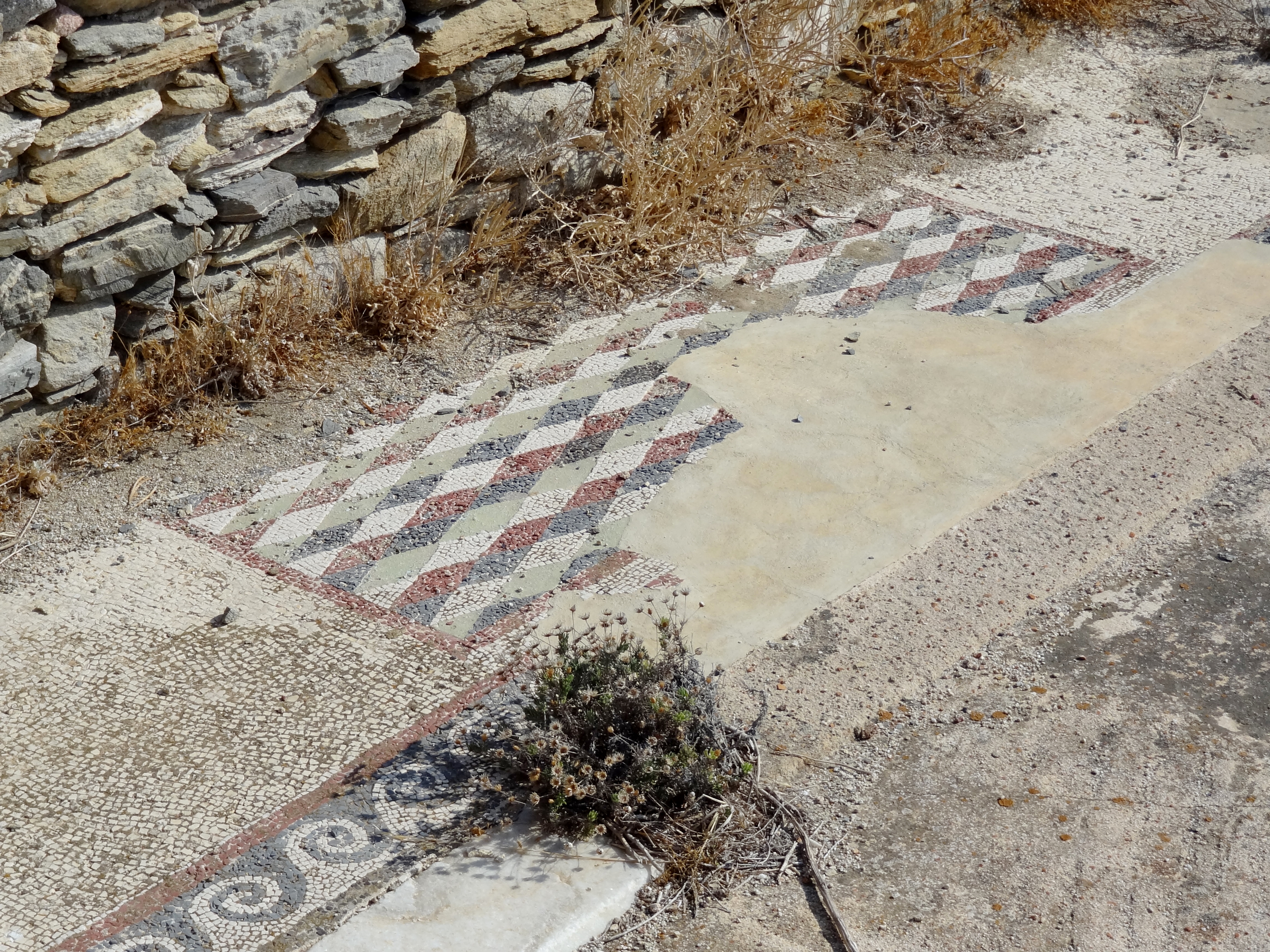
Mosaïque à motif cubique avec bordure à une seule vague.

### Maison du Trident
La maison du Trident contient des panneaux de péristyle avec un motif de dauphin noir situé autour d'une ancre rouge et de tridents noirs sur fond blanc. Le thème suggère que les propriétaires de la maison étaient liés à des activités maritimes. Ces mosaïques bidimensionnelles simples contrastent avec les mosaïques hellénistiques tridimensionnelles multicolores, finement détaillées de figures et de motifs. Elles sont peut-être comparables ou même liées aux mosaïques de sol en noir et blanc qui apparaissent dans l'Italie romaine quelques décennies plus tard.

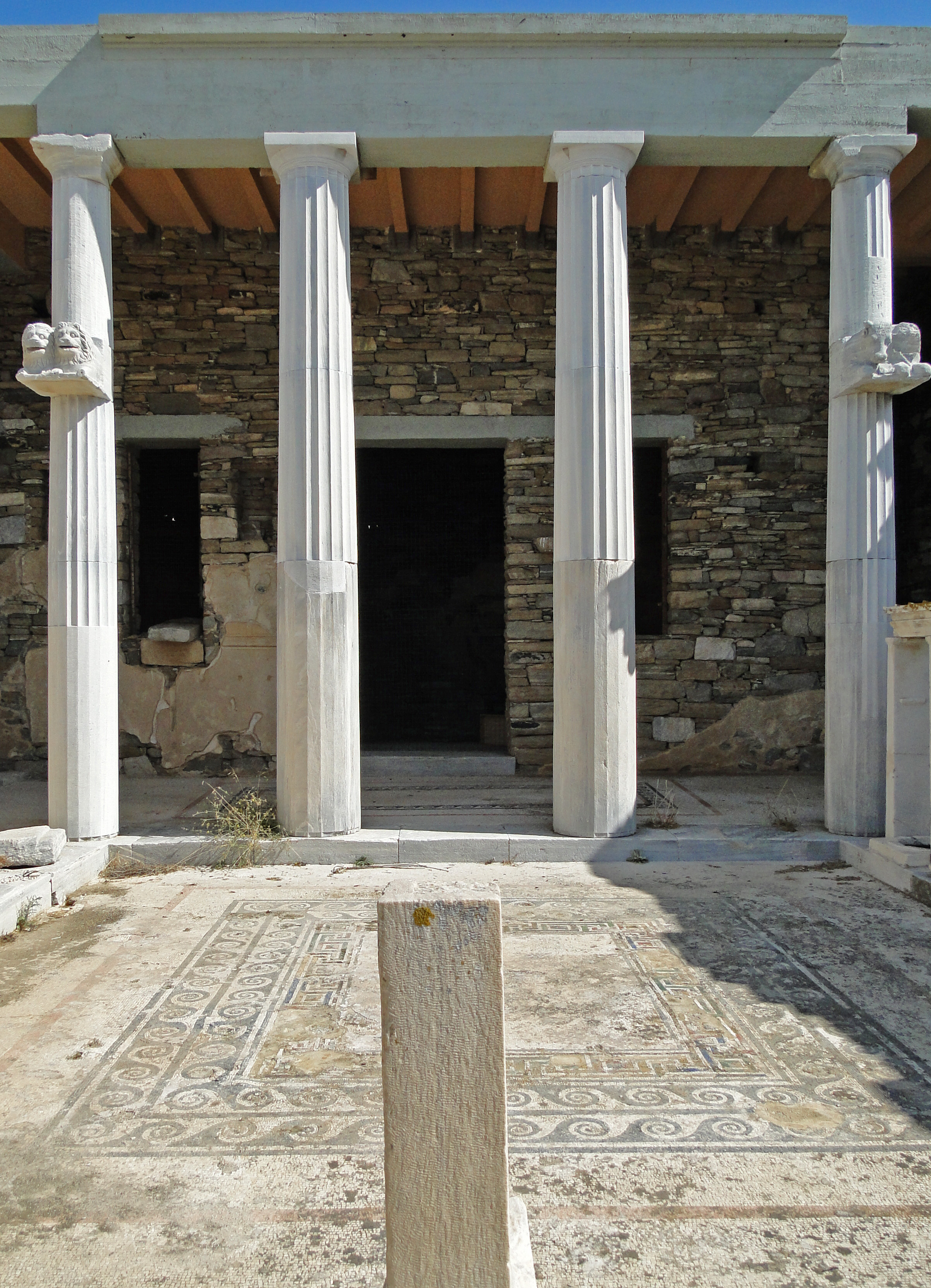
Vue sur la cour et la mosaïque
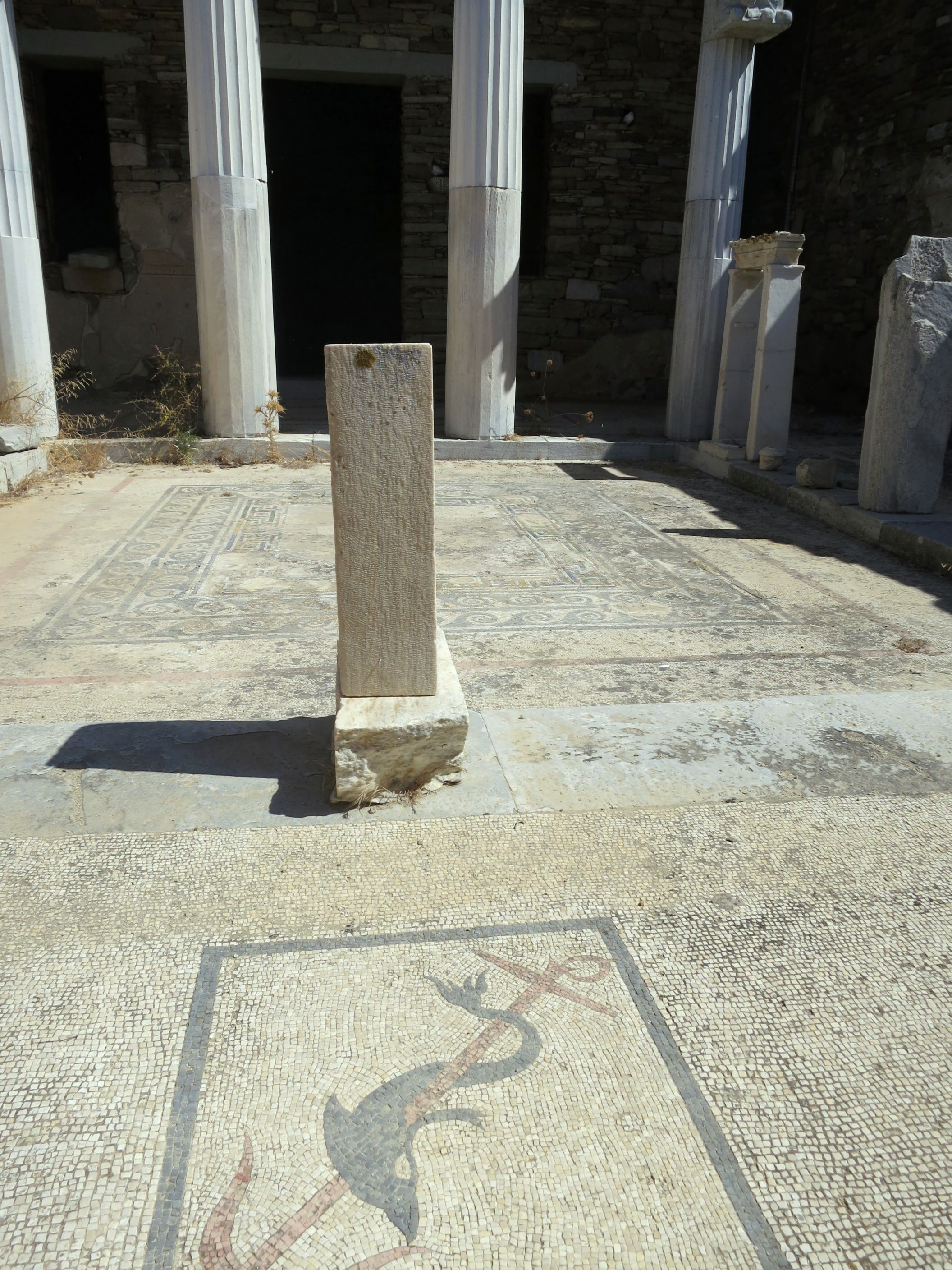
Autre vue de la cour et de la mosaïque
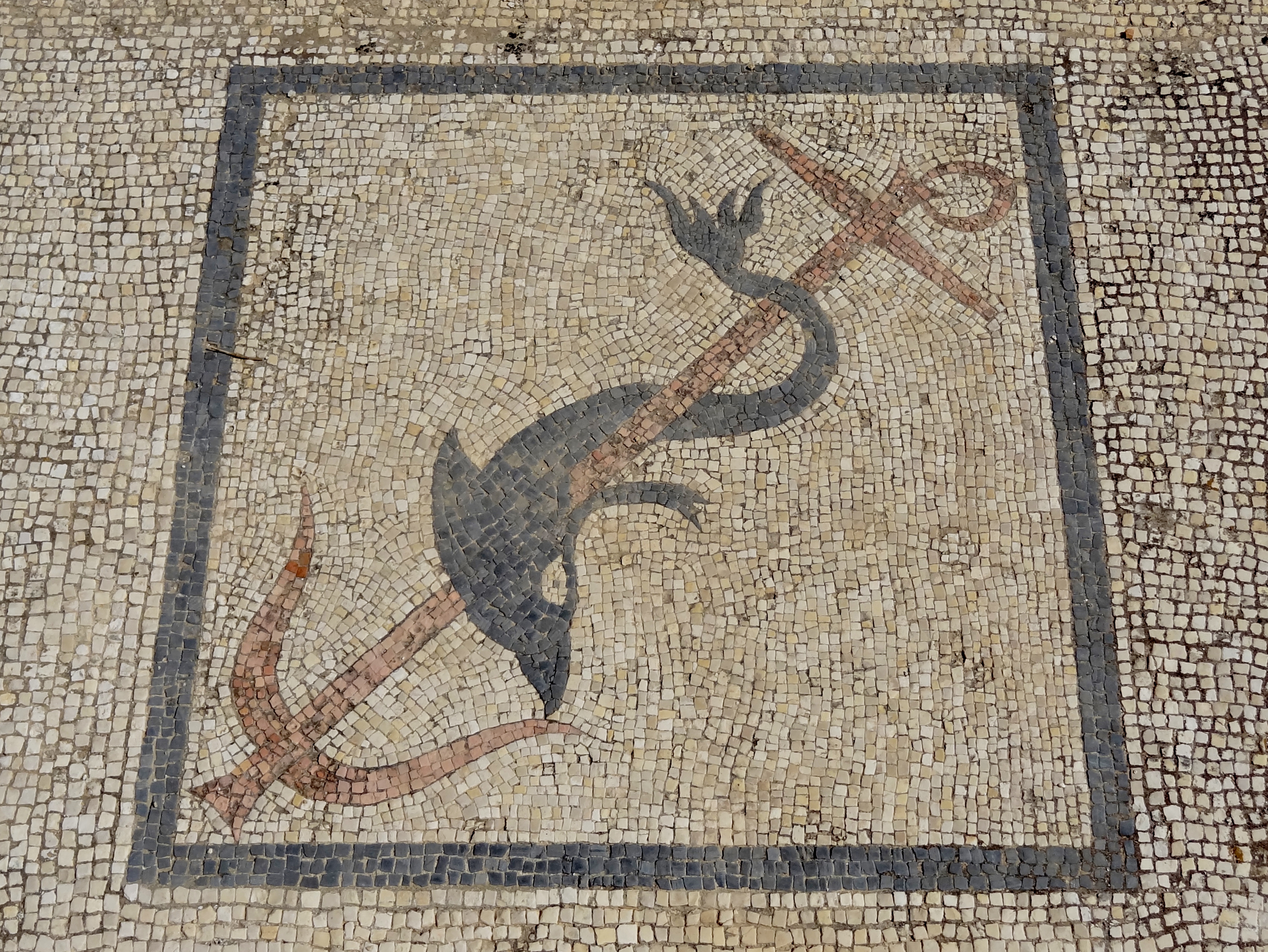
Décor en mosaïque d'un dauphin autour d'une ancre